# Melilla la Vieja
Melilla la Vieja ist eine Zitadelle in der spanischen Stadt Melilla. Mit einer Länge von etwa 2.000 Metern ist sie eine der größten Festungen ihrer Art in Spanien. Ihre Struktur wurde auf einer alten Befestigung phönizischen und punischen Ursprungs errichtet, was von ihrer langen historischen Besetzung zeugt.
Sie gilt als eines der wichtigsten Denkmäler der Stadt und kombiniert denkmalpflegerische und landschaftliche Elemente, die sie zu einem beliebten Ort für sowohl Einwohner als auch Besucher machen, die an ihrem historischen und architektonischen Wert interessiert sind.

## Geschichte

### Gründung der Stadt und Ursprung
Die Ursprünge von Melilla reichen bis ins 8. Jahrhundert v. Chr. zurück, als die Phönizier die Siedlung Rusadir als strategischen Handelsposten an der nordafrikanischen Küste gründeten. Durch ihre privilegierte Lage gegenüber dem Alboranmeer wurde Rusadir zu einem wichtigen Punkt auf den westmediterranen Handelsrouten.
Ab dem 6. Jahrhundert v. Chr. stand die Stadt unter der Kontrolle der Karthager, die viele phönizische Kolonien in der Region erbten. Während dieser Zeit behielt Rusadir seinen Charakter als Handels- und Marinestützpunkt und war Teil des Handelsnetzwerks, das Karthago mit der Iberischen Halbinsel und anderen Teilen Nordafrikas verband.
Mit dem Fall von Karthago und der Expansion Roms wurde Rusadir im 2. Jahrhundert v. Chr. in das Römische Reich eingegliedert, in die Provinz Mauretania Tingitana. Die Stadt wurde als Municipium anerkannt und erhielt bestimmte Verwaltungsprivilegien. Klassische Autoren wie Plinius der Ältere und Ptolemaios I. erwähnen die Stadt in ihren Schriften, was ihre Bedeutung in römischer Zeit bestätigt. Es wird dokumentiert, dass bereits im 1. Jahrhundert v. Chr. eine Mauer mit defensiven Funktionen existierte.
Nach dem Zerfall des Römischen Reiches wurde Rusadir von den Vandalen geplündert und später kurzzeitig von den Byzantinern besetzt, als diese versuchten, die Kontrolle über Nordafrika zurückzuerlangen. Die Präsenz der Westgoten wird zwar für den Süden der Iberischen Halbinsel angenommen, ist jedoch in Melilla nicht eindeutig dokumentiert. Im 7. Jahrhundert war die Stadt im Verfall begriffen, bis sie in die islamische Welt integriert wurde.
Während der muslimischen Periode (7. bis 15. Jahrhundert) war Rusadir Teil verschiedener muslimischer Reiche. Unter dem Kalifat der Umayyaden von Córdoba erlebte die Stadt eine kurze Wiederbelebung: Im Jahr 927 befahl Kalif Abd ar-Rahman III., eine mächtige Steinmauer zu errichten, die die Stadt als wichtigen Marinestützpunkt für die Kontrolle der Meerenge festigte. Später ging Melilla in die Hände der Almoraviden, Almoaden, Meriniden und schließlich des Sultanats von Fes über, wobei sie im Laufe dieser Jahrhunderte aufgrund interner Kämpfe, des Drucks durch lokale Stämme und des Rückgangs des Handels zunehmend an Bedeutung verlor.
Mitte des 15. Jahrhunderts war Melilla praktisch unbewohnt und ihre Befestigungen waren in Trümmern. Es war dann, am 17. September 1497, dass Pedro de Estopiñán, im Dienste des Herzogs von Medina Sidonia und mit der Zustimmung der Katholischen Könige, die Stadt für die Krone von Kastilien eroberte. Im folgenden Jahr, 1498, wurde das Asiento de Alcalá de Henares unterzeichnet, das den Wiederaufbau der Stadt und die Restaurierung ihrer Befestigungen ermöglichte, angesichts der ständigen Bedrohung durch nordafrikanische Übergriffe.

### Befestigungssystem (15.–16. Jahrhundert)
Das erste Verteidigungsmodell, das von den königlichen Ingenieuren übernommen wurde, war das Modell der “Cava und Barrera”, das aus provisorischen Holzkonstruktionen bestand, die schnell zusammengebaut wurden, um ersten Schutz zu bieten.
Zwischen 1497 und 1556 wurde der erste Ring, auch Villa Nueva genannt, auf dem Gipfel des Felsen errichtet. Diese Anlage wurde von bedeutenden Militäringenieuren wie Gabriel Tadino de Martinengo, Miguel de Perea, Francisco de Medina und Juan de Zurita konsolidiert, die den mittelalterlichen Plan an die neue Schusswaffenartillerie anpassten. Es wurden zylindrische und elliptische Türme gebaut, ähnlich denen, die Albrecht Dürer in seinen Festungsbau-Traktaten der Renaissance entworfen hatte.
Zu den architektonischen Höhepunkten gehören die Puerta und die Kapelle von Santiago (die einzige gotische Kirche auf dem afrikanischen Kontinent), das Hospital des Königs, die Zisternen, das Conventico und die Militärlager.

### Erweiterungen und Konsolidierung

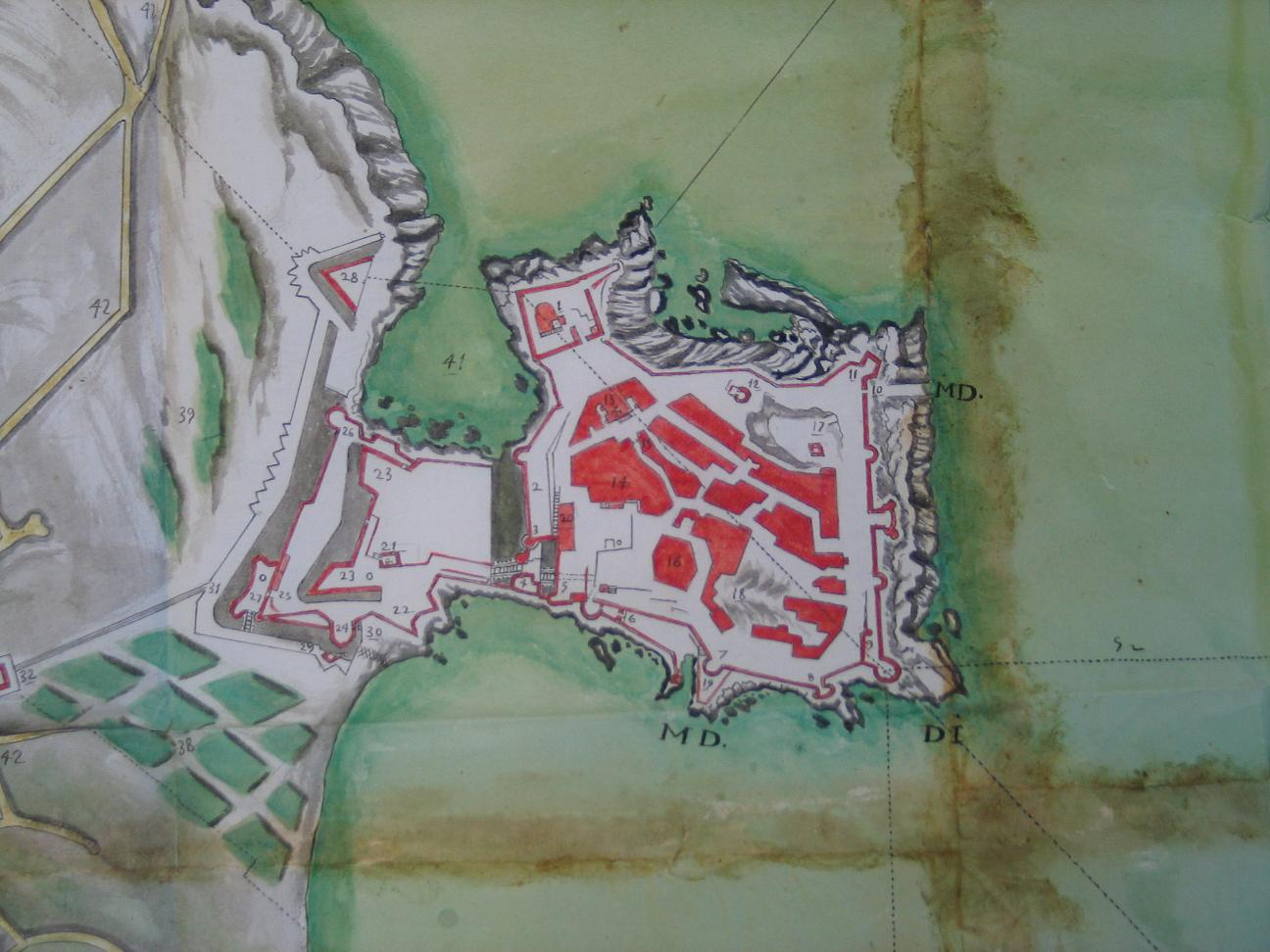
17. Jahrhundert

Das Verteidigungssystem wurde im 17. und 18. Jahrhundert mit dem Bau neuer Anlagen (zweite, dritte und vierte) erweitert, die an die strategischen Bedürfnisse angepasst wurden. Diese Anlagen fügten Strukturen wie die Baluarten von San José, San Pedro, San Fernando, das Baluarte de las Cinco Palabras und den Túnel de San Fernando hinzu.
Besondere Bedeutung hat der Foso del Hornabeque, ein Beispiel für barocke Militärarchitektur, der verschiedene Verteidigungsebenen über Brücken und Tunnel miteinander verbindet.

### Belagerung von 1774–1775

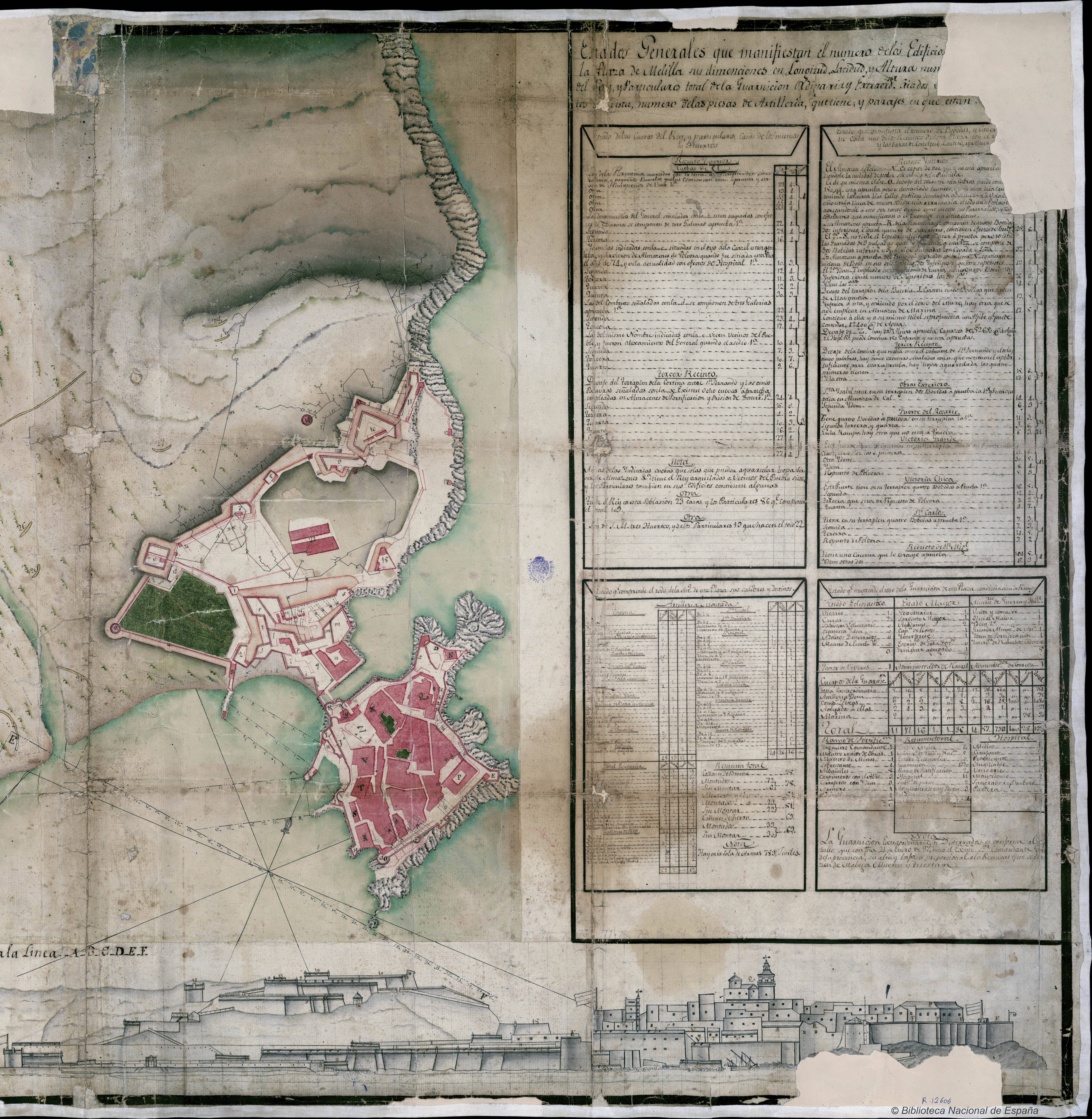
19. Jahrhundert

Im 18. Jahrhundert erlebte Melilla die lang andauernde Belagerung von 1774–1775 durch Sultan Mulai Muhammad, einen der wichtigsten Angriffe in ihrer Geschichte. Bereits im 17. Jahrhundert war die Stadt militärischen Druck ausgesetzt, was Reparaturen wie die Konsolidierung der Alafía-Mauer und der inneren Wehrgänge erforderte. Während der Belagerung, die mehr als 100 Tage dauerte, widerstand Melilla dank ihrer Verteidigungsanlagen und maritimer Unterstützung, aber es wurde deutlich, dass das befestigte System verstärkt werden musste. Nach dem Konflikt wurden wichtige Reformen an den Bastionen, Mauern und Tunneln durchgeführt, wodurch der militärische und strategische Charakter von Melilla la Vieja weiter gefestigt wurde.

### 19. und 20. Jahrhundert
Im 19. Jahrhundert wurden externe Festungen wie Camellos, Cabrerizas und Rostrogordo erbaut, um die Stadt vor dem zunehmenden marokkanischen Nationalismus zu schützen. 1918 wurde der Leuchtturm von Melilla eingeweiht, ein Symbol des maritimen-industrellen Erbes der Stadt.
Im 20. Jahrhundert erlebte Melilla la Vieja einen gewissen Verfall, fiel jedoch nicht in Vergessenheit. Verschiedene Restaurierungs- und Sanierungsinitiativen wurden in den letzten Jahrzehnten gestartet, viele davon durch europäische Fördermittel unterstützt.

### Gegenwart
Heute ist Melilla la Vieja ein bedeutendes touristisches und kulturelles Ziel geworden. Viele ihrer ursprünglichen Räume wurden wiederhergestellt, wie das Hospital del Rey, das jetzt als Ausstellungszentrum dient, oder die Höhlen von Conventico, die der Öffentlichkeit als Museum und Interpretationszentrum zugänglich sind.
Von ihren Mauern aus kann man den Blick auf das Mittelmeer, das Frente de Tierra und die Bucht der Galápagos genießen, was eine eindrucksvolle historische Erfahrung vervollständigt. Der Rundgang, der im vierten Raum beginnt und im ersten endet, ist eine wahre Lektion in urbaner Geschichte und Verteidigungsarchitektur.

## Erste befestigte Anlage
Die erste Anlage stellt den Gründungskern von Melilla dar. Erbaut nach der Eroberung Melillas im Jahr 1497 durch Pedro de Estopiñán, einen Gesandten der Katholischen Könige, befindet sich diese Anlage auf dem ehemaligen Hügel von Rusadir, der punischen-römischen Ursprungs ist. Ihre strategische Lage auf einem Felsen, der in das Mittelmeer ragt, und der an die steile Topografie angepasste Bau verleihen der Anlage historischen, militärischen und symbolischen Wert, was sie zu einem zentralen Teil des spanischen befestigten Erbes in Nordafrika macht. Im Laufe der Jahrhunderte hat die erste Anlage verschiedene Veränderungen erfahren, aber sie bleibt das wichtigste Zentrum der Zitadelle.

### Lage und strategische Funktion
Die erste Anlage befindet sich auf dem höchsten Punkt des Felsen, was ihr die Kontrolle über die maritime und terrestrische Umgebung ermöglicht. In ihrer größten Blütezeit, im 16. Jahrhundert, beherbergte sie die wichtigsten militärischen, religiösen und administrativen Institutionen der Festung. Diese strategische Lage sicherte die Kontrolle über die Seewege und die Zugänge vom Festland, wodurch sie als die Hauptfestung und das politische und soziale Zentrum von Melilla über Jahrhunderte fungierte.
Ihr Verteidigungsdesign in die Tiefe, mit dicken Mauern, runden Türmen und unterirdischen Strukturen, garantierte den Schutz der Bevölkerung während der Belagerungen. In den ersten Jahrzehnten nach der Eroberung war diese Anlage der einzige bewohnte Raum, da die Stadt noch nicht auf das Festland ausgeweitet war. Ihre Bedeutung für die Verteidigung war entscheidend für die Konsolidierung der Stadt.

### Stadtmauern
Der erste Wall ist von mehreren Verteidigungsfronten umgeben, die einen integralen Bestandteil der Befestigung bilden. Diese Fronten wurden entwickelt, um die Zitadelle vor möglichen Angriffen sowohl vom Meer als auch vom Land zu schützen.

#### Levante-Front

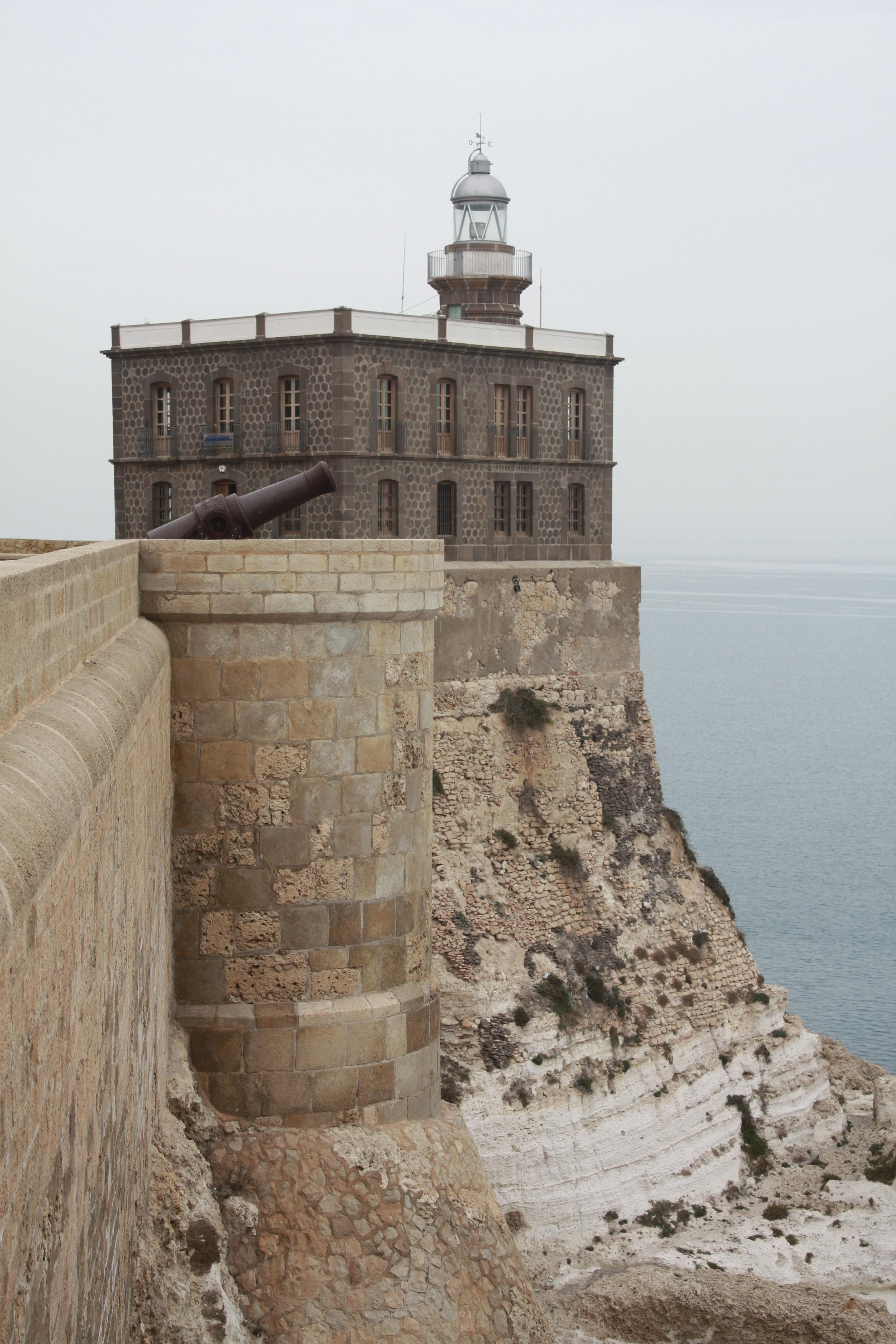
Leuchtturm von Melilla

Die Levante-Front befindet sich im Osten des ersten Walls und wurde im 16. Jahrhundert errichtet. Diese Front verfügt über eine Reihe von Bastionen und Verteidigungsstrukturen, die im Laufe der Jahrhunderte modifiziert und restauriert wurden. Besonders hervorzuheben sind:
- Torreón del Bonete, auf dem der Leuchtturm von Melilla errichtet wurde.
- Puerta del Socorro, einer der wichtigsten Eingänge zur Zitadelle.
- Torreón del Bonete Chico, mit halbkreisförmigem Grundriss.
- Cuevas del General: In den Felsen gegrabene Galerien, die während Belagerungen als Unterschlupf und Lager dienten.
- Torreón de los Bolaños: Ein quadratischer Turm mit Schießscharten.
- Torreón del Bernal Francés, ebenfalls mit halbkreisförmigem Grundriss.
- Cuevas de la Florentina: Ein System von unterirdischen Galerien, die zur Lagerung dienten.
- Torreón de las Cabras, mit rundem Grundriss.

Diese Bastionen wurden ursprünglich 1515 erbaut und 1527 und 1533 von Ingenieuren wie Gabriel Tadino de Martinengo und Sancho Escalante reformiert.

#### Marinefront

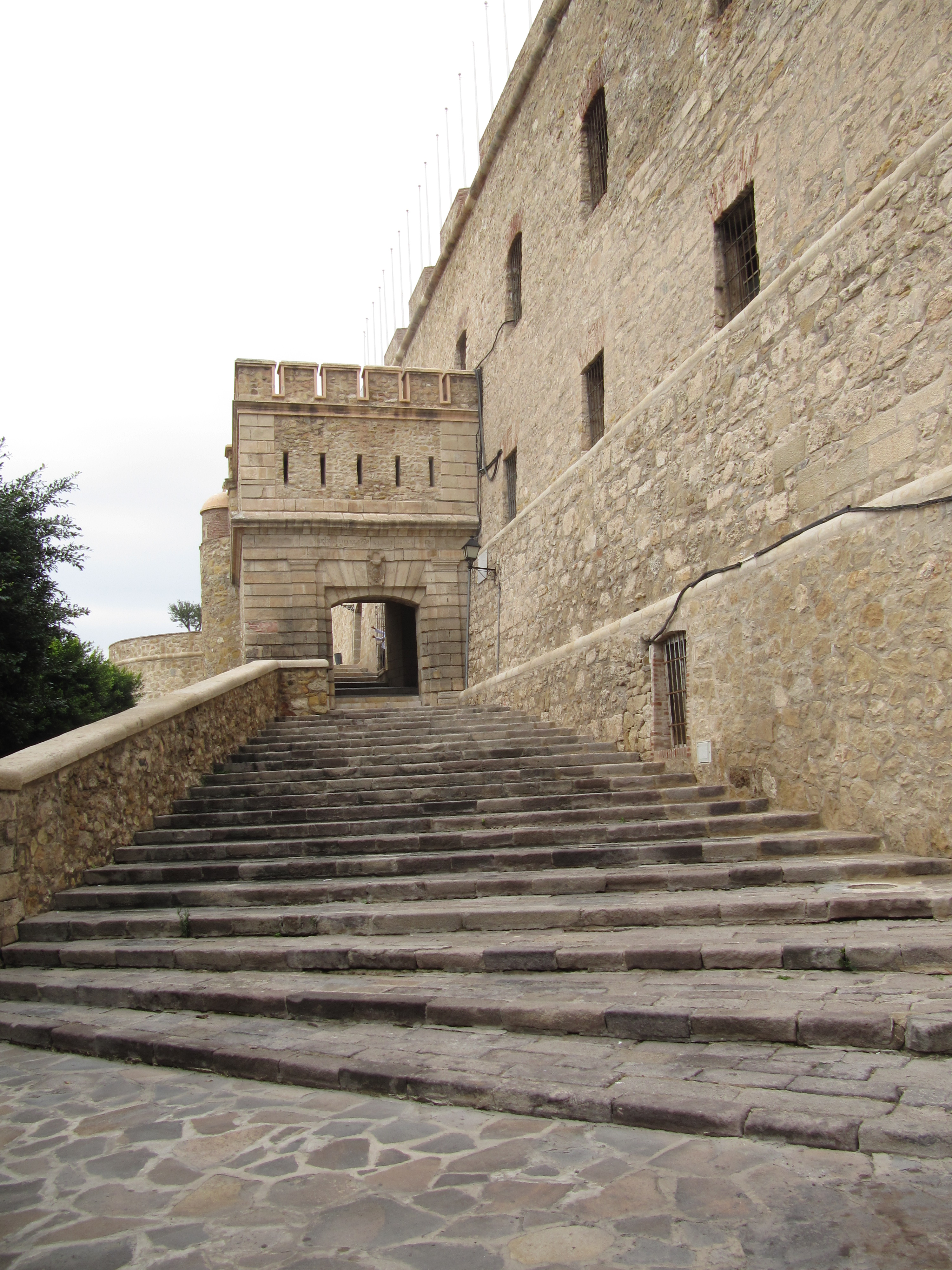
Marina-Tor

Die Marinefront im Süden des ersten Walls war entscheidend für den Schutz der Stadt vor Angriffen vom Meer. Zu den Elementen, die sie bilden, gehören:
- Torreón de Florentina und die Muralla de Florentina.
- Torreón de San Juan und die Cuartel de Santa Ana.
- Cuartel de la Maestranza und die Batería de San Felipe.
- Die Puerta de la Marina, ein wichtiger Zugang zur Zitadelle vom Meer.

Die Marinefront wurde zwischen 1677 und 1678 wiederaufgebaut und erhielt im 19. und 20. Jahrhundert mehrere Reformen, darunter die Installation von Schanzkörben und den Bau der Puerta de la Marina.

#### Landfront

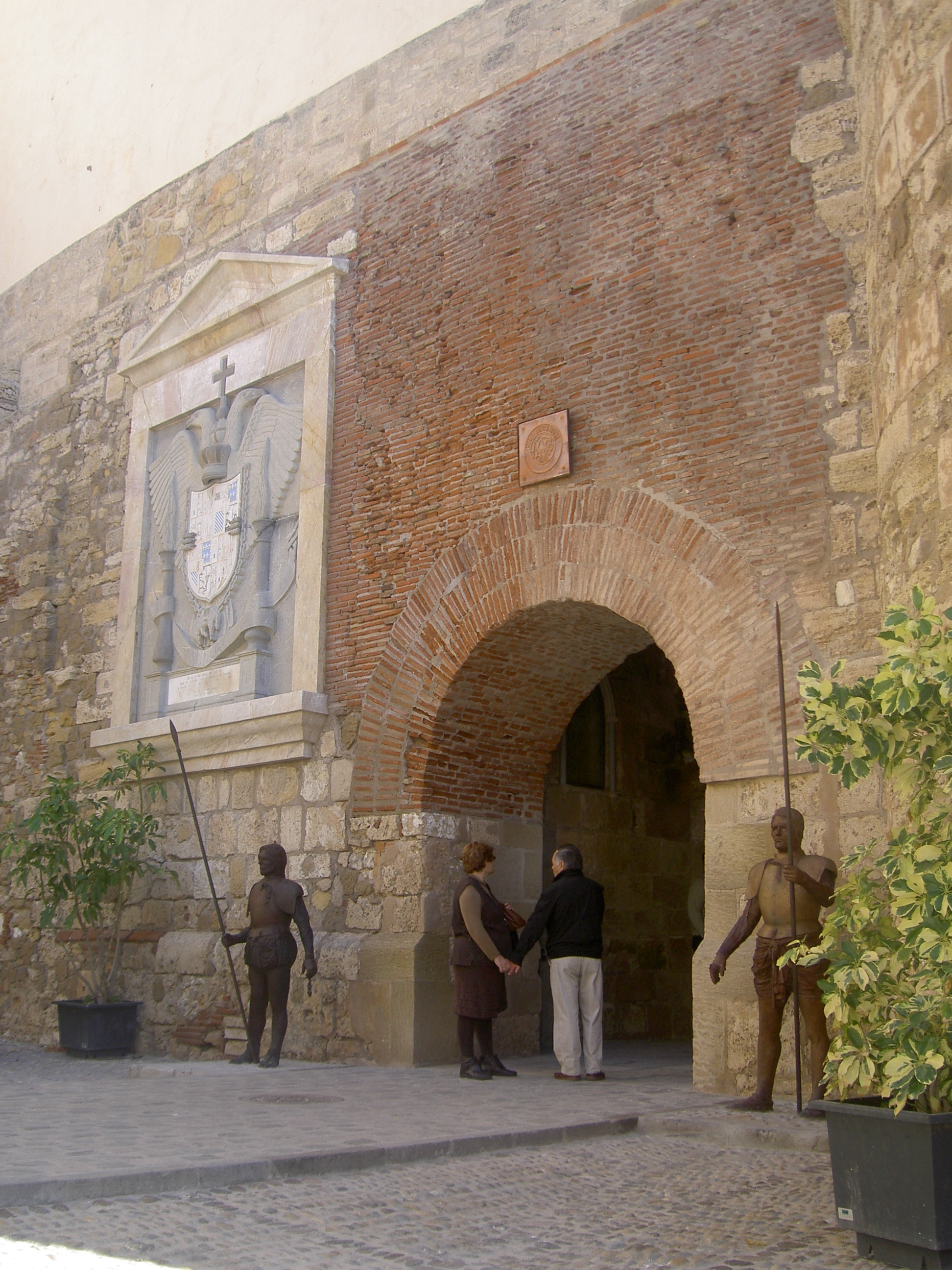
Santa Ana-Tor

Die Landfront befindet sich im Westen des ersten Walls und besteht aus zwei deutlich unterscheidbaren Zonen: der unteren und der oberen Zone.
- Untere Zone: Diese umfasst die Puerta de Santa Ana, die Puerta de Santiago und die Capilla de Santiago, die im 16. Jahrhundert erbaut wurden, sowie den Foso de Santiago, der 1515 gegraben wurde. Dieser Graben wurde zu Beginn des 21. Jahrhunderts aufgefüllt und erleichterte die Umwandlung der Bucht von Galápagos in einen Strand.
- Obere Zone: Hier befindet sich der Torre de la Vela, über der Batería de las Puertas, dem Sitz des Museo Andrés García Ibáñez de Arte Moderno y Contemporáneo. Zudem umfasst die Batería de la Muralla Real die Bastionen des Vigía de Tierra und des Ampolleta Vieja.

In dieser Zone befinden sich auch die Baluartes de la Concepción, das Militärmuseum von Melilla und mehrere Artillerieplattformen.

#### Trápana-Front

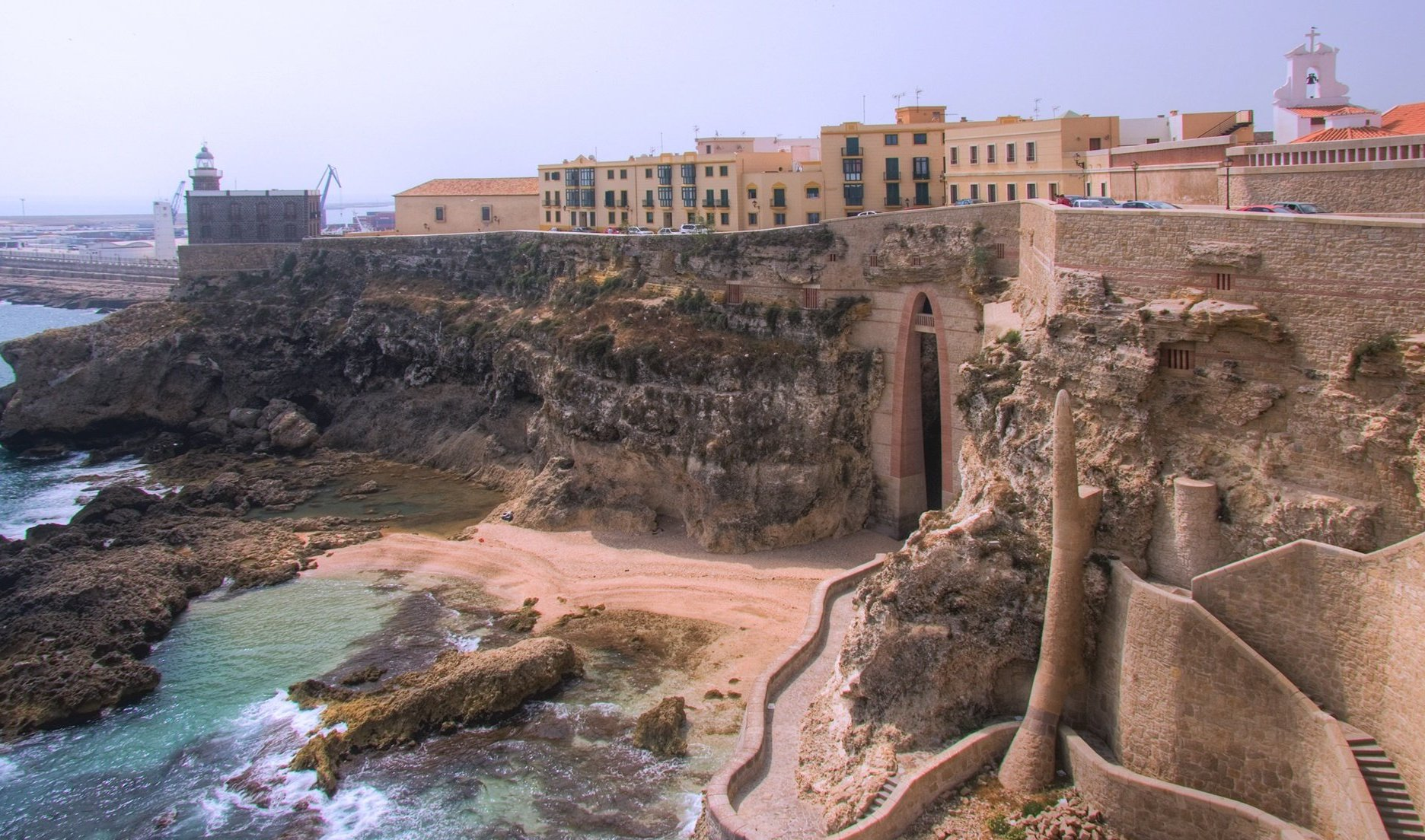
Trápana-Front

Das Trápana-Front befindet sich im Norden des ersten Walls und besteht aus bedeutenden architektonischen Elementen von großem historischen und verteidigungstechnischen Wert. Besonders hervorzuheben sind:
- Muralla de las Cruces, erbaut im 16. Jahrhundert und im 18. Jahrhundert restauriert.
- Höhlen von Conventico, die während Belagerungen als Unterschlupf und Lager dienten.
- Die Kirche der Unbefleckten Empfängnis, mit einem verehrten Bild von Unsere Liebe Frau von Victoria, der Schutzpatronin der Stadt, und dem Alten Konvent der Franziskaner.

### Inneres

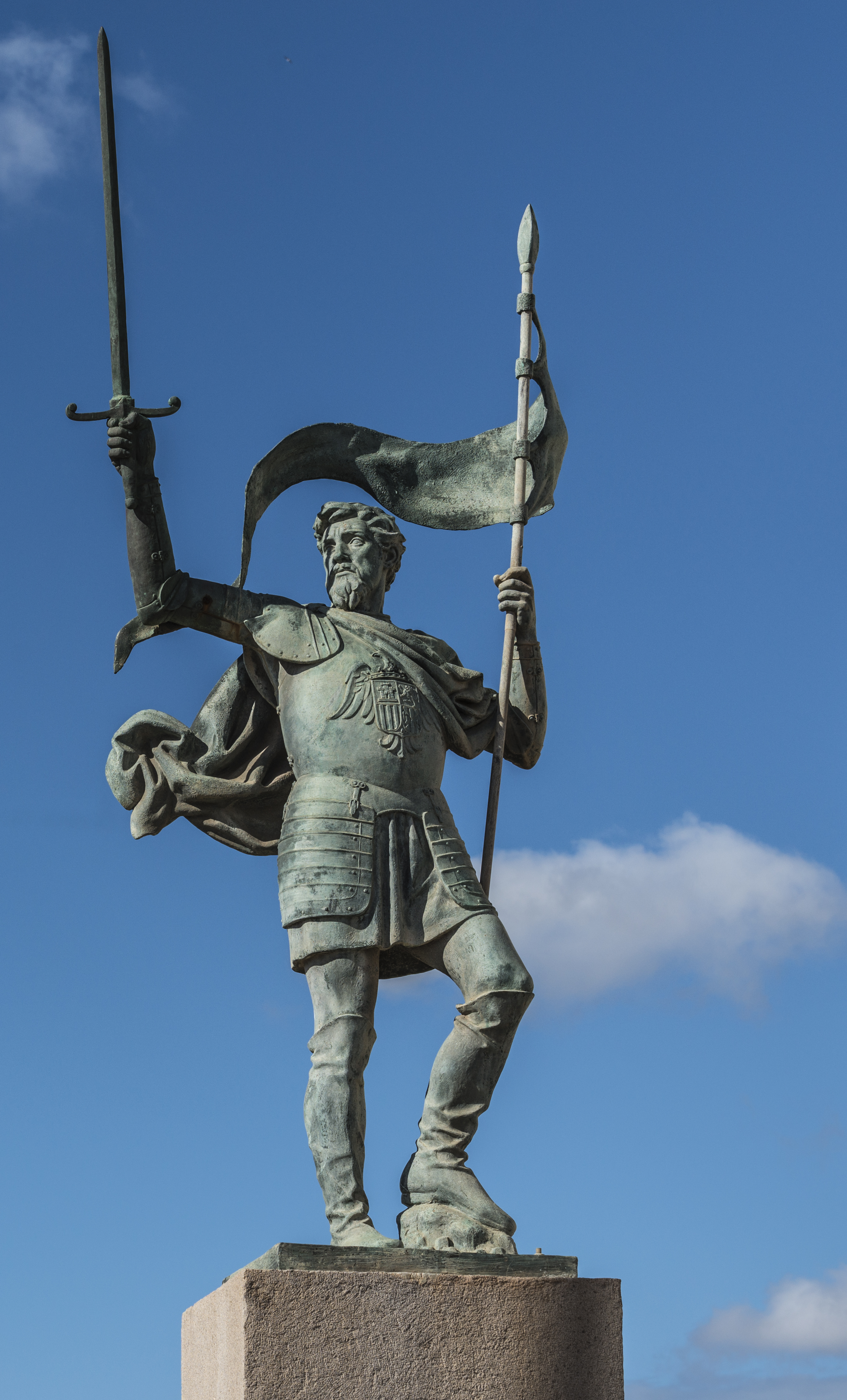
Denkmal für Pedro de Estopiñán

Innerhalb des ersten Walls befinden sich mehrere historische Gebäude, die die administrative, gesundheitliche und religiöse Funktion der Zitadelle im Laufe der Jahrhunderte widerspiegeln. Diese Gebäude befinden sich hauptsächlich in den unteren und mittleren Zonen des Walls und sind von entscheidender Bedeutung, um die Entwicklung von Melilla zu verstehen:
- Gebäude der alten Militärregierung: In diesem Bereich befinden sich verschiedene historische Gebäude, darunter das Denkmal für Pedro de Estopiñán und der Punisch-römische Fundplatz in den nahegelegenen Gärten.
- Almacén de las Peñuelas: Dieses Lager aus dem 16. Jahrhundert ist eines der wenigen Beispiele für Gebäude, die der Lagerung von Lebensmitteln und Vorräten in den frühen Phasen der Befestigung dienten.
- Krankenhaus und Apotheke von San Francisco: Dieses Krankenhaus und die Apotheke wurden im 17. Jahrhundert in der Straße von San Miguel erbaut und dienten während der Festungszeiten als Gesundheitszentrum.
- Krankenhaus des Königs: Dieses Krankenhaus aus dem 18. Jahrhundert, auf dem Platz der Parada gelegen, ist eines der bedeutendsten architektonischen Elemente und beherbergt heute das Ausstellungszentrum.
- Höhlen von Conventico: Ein System von in den Felsen gegrabenen Galerien, das während Belagerungen als Luftschutzbunker und Lager diente. Der Innenbereich passt sich der natürlichen Form des Felsen an und stellt ein bemerkenswertes Beispiel für Überlebensarchitektur dar.
- Real y Pontificia Iglesia de la Purísima Concepción: Angrenzend an das Alte Franziskanerkloster beherbergt diese Kirche das Bild von Unsere Liebe Frau von Victoria, der Schutzpatronin der Stadt, und ist ein Beispiel für die Umwandlung religiöser Gebäude in Verteidigungsanlagen.
- Antiguo Palomar de Ingenieros: An das Alte Franziskanerkloster angrenzend, zeigt dieses Gebäude aus dem 19. Jahrhundert die Fortführung der militärischen Tätigkeit in der Zitadelle über die letzten Jahrhunderte.[12][11][10]

### Wichtige architektonische Elemente

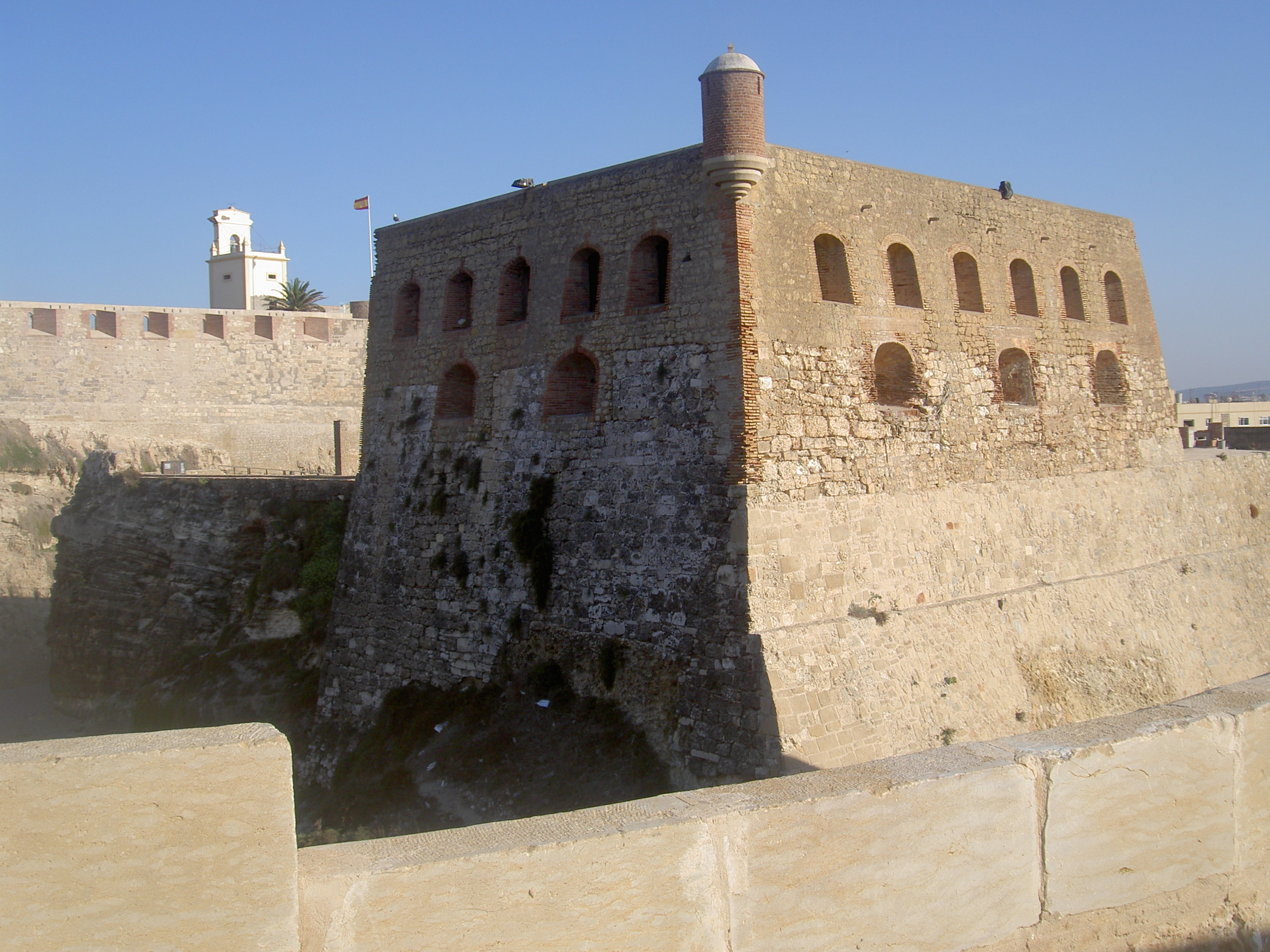
Bastion von San Pedro

#### Baluart von der Concepción Alta

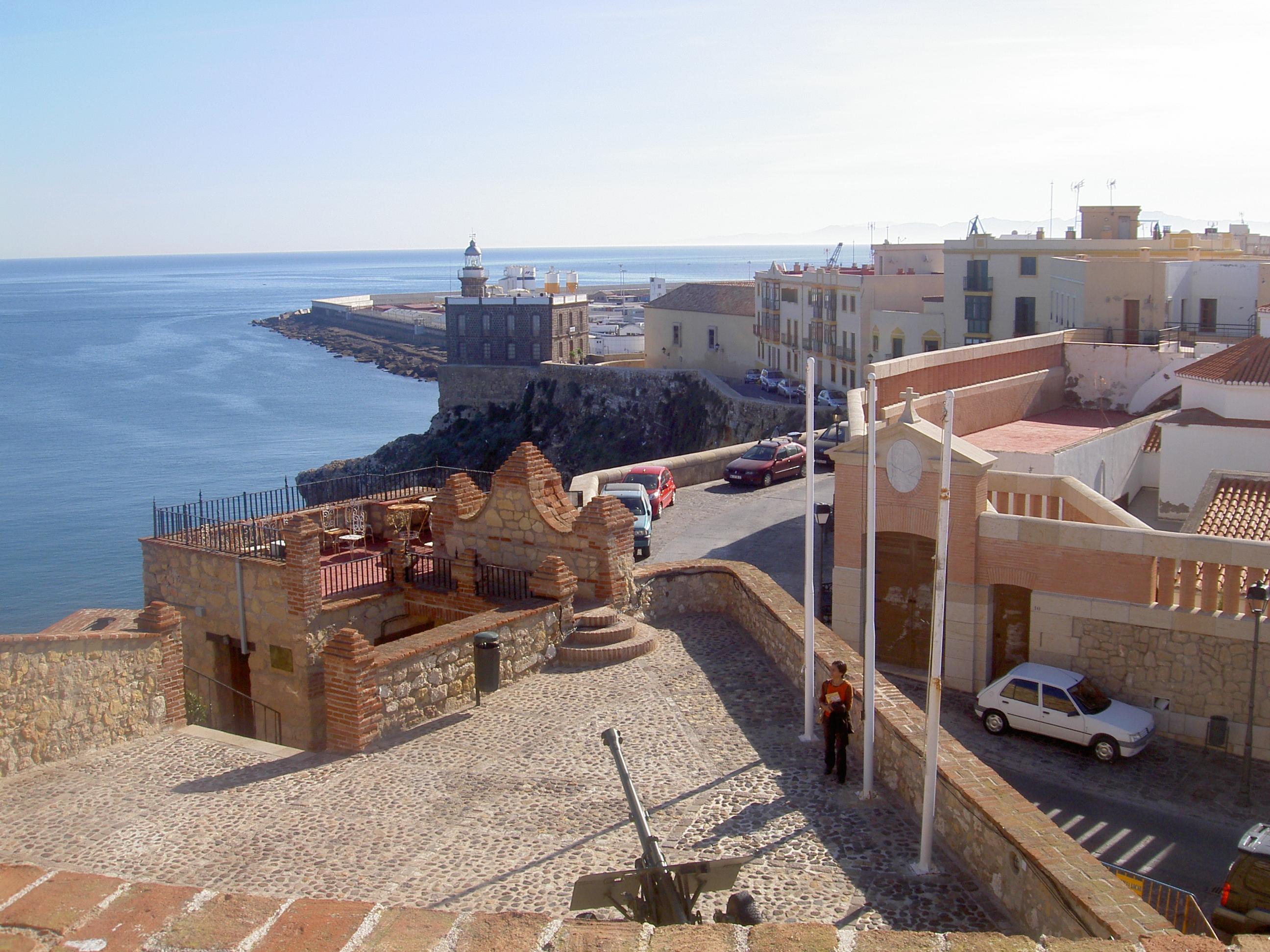
Baluart von der Concepción Alta

Ursprünglich im Jahr 1669 auf einem Turm aus dem 16. Jahrhundert erbaut, wurde es mehrfach restauriert, wobei die Reformen im 18. und 20. Jahrhundert hervorzuheben sind. Seine ursprüngliche Funktion war defensiv, und es wurde an die Fortifikationsinnovationen der Zeit angepasst. Heute beherbergt das Baluart das Historische Militärmuseum von Melilla, das eine Sammlung von historischen Objekten im Zusammenhang mit der Stadt und ihrer militärischen Geschichte zeigt. Darüber hinaus bietet das Baluart Panoramablicke auf das Mittelmeer und die Stadt.

#### Almacenes de las Peñuelas

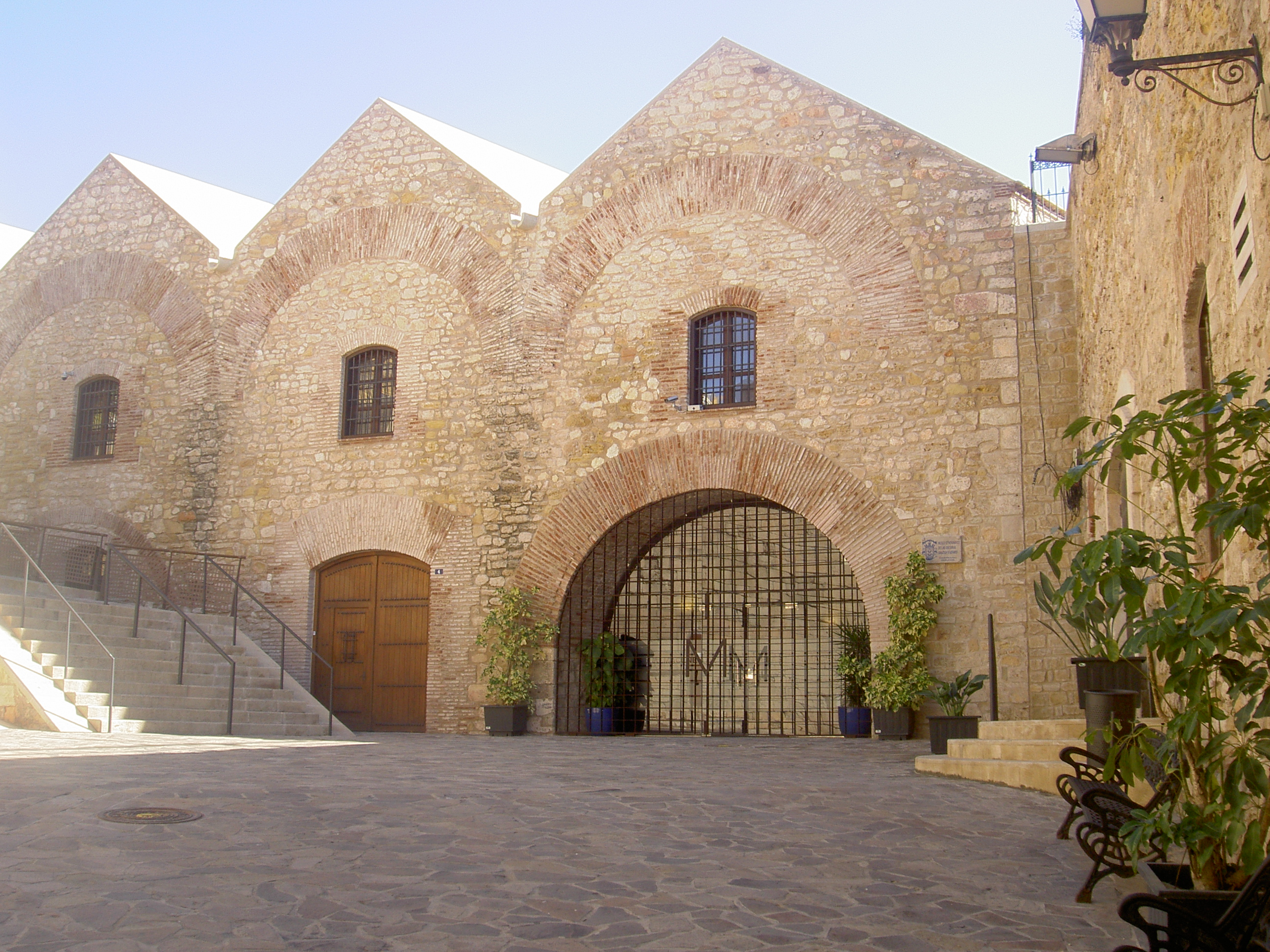
Almacenes de las Peñuelas

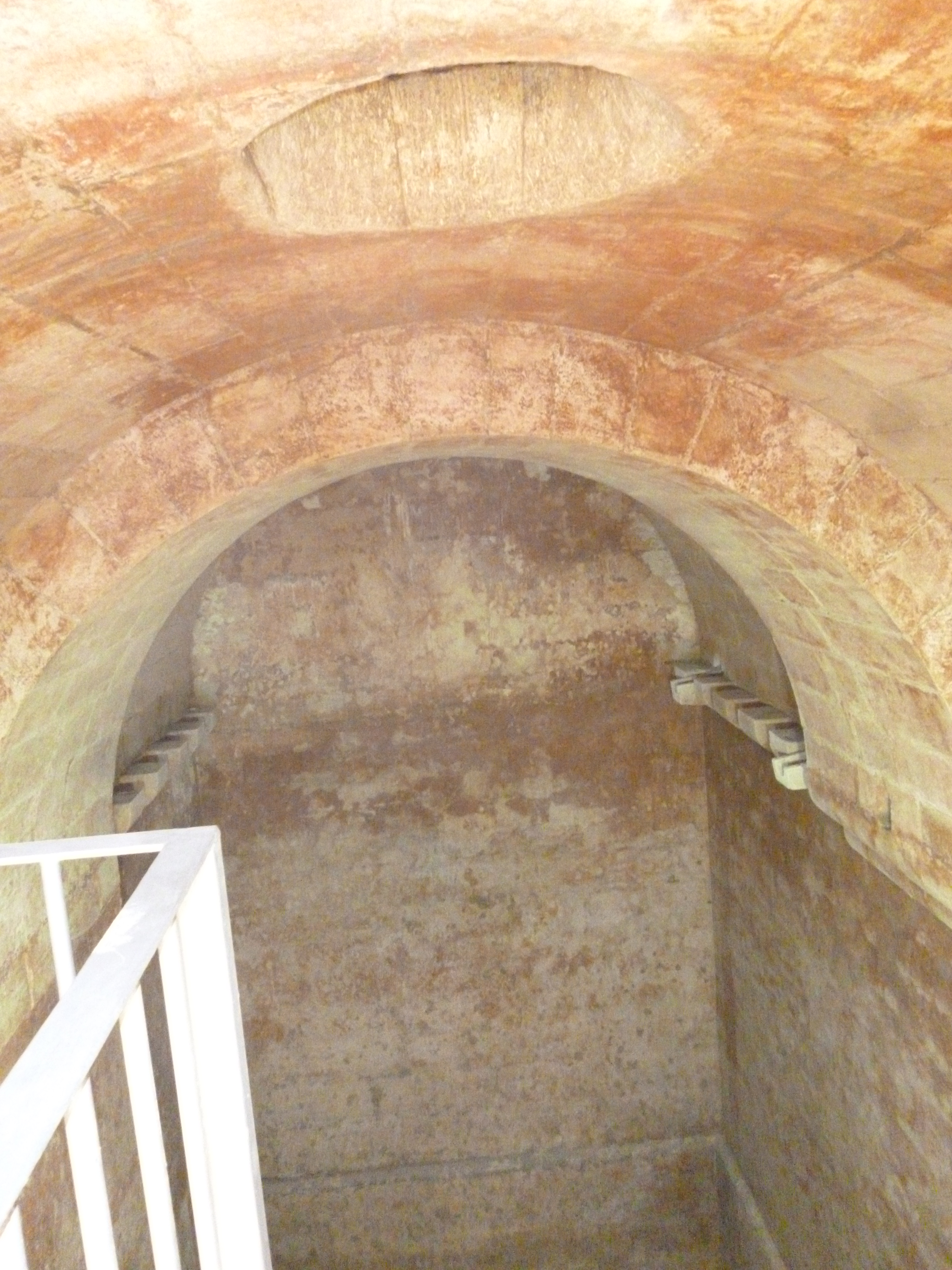
Aljibes de las Peñuelas

Sie wurden 1781 unter der Herrschaft von Karl III. erbaut. Ursprünglich zum Lagern von Lebensmitteln und Materialien für die befestigte Stadt gedacht. 2007 begann ihre Restaurierung und 2011 wurde das Museum für Geschichte, Archäologie und Ethnografie in ihrem Inneren eröffnet, das eine Sammlung archäologischer Funde, historischer Karten und Objekte zur Entwicklung der Stadt beherbergt.

#### Aljibes de las Peñuelas

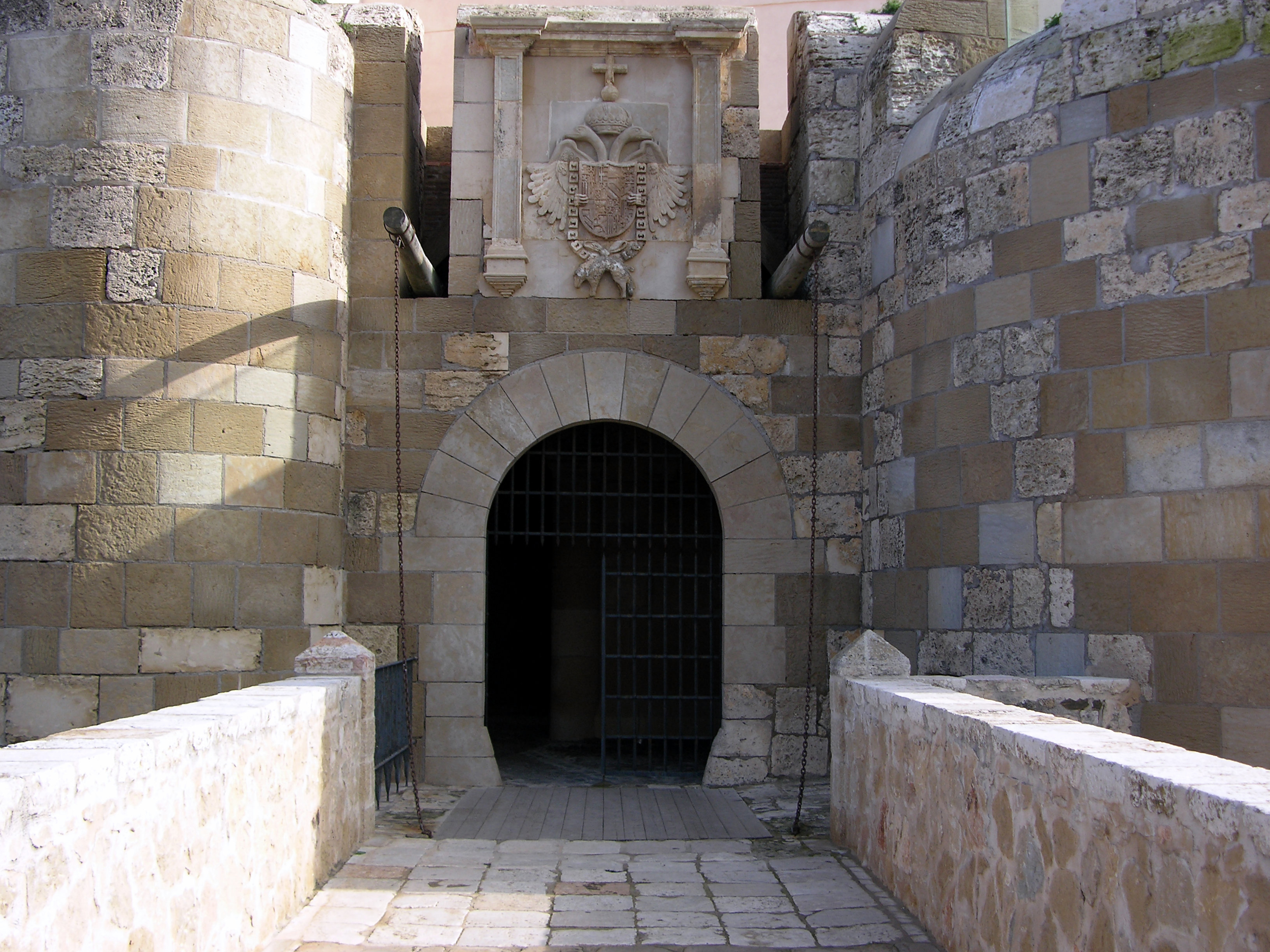
Puerta de Santiago

Erbaut 1571, um die Wasserversorgung der befestigten Stadt zu sichern. Sie wurden mit Sand- und Kiesfiltern entworfen und bestehen aus zwei Dekantierbecken und zwei großen miteinander verbundenen Reservoirs, die jeweils bis zu 572 m³ Wasser speichern können. In den Felsen gehauen und mit Ziegelgewölben bedeckt, waren sie Teil des Verteidigungs- und Hydrauliksystems der Stadt. Nachdem sie 1947 geschlossen wurden, wurden sie restauriert und 1997 teilweise für die Öffentlichkeit zugänglich gemacht. Heute gehören sie zum besuchbaren Erbe der Stadt.

#### Puerta de Santiago

Höhlen von Conventico

Erbaut 1549 von dem Ingenieur Miguel de Perea und mehrfach umgebaut. Sie weist ein Winkel-Design auf, flankiert von Türmen, und ist mit einem Kaiserwappen von Karl V. gekrönt. 2025 wurde sie zum Ausgangspunkt des Camino de Santiago, der ersten offiziellen Camino-de-Santiago-Route, die ihren Ursprung in Afrika hat. Ein kilometerstein, gekennzeichnet mit Jakobsmuschel-Symbolen wie der gelben Pfeil und der concha del Peregrino, wurde vor dem Tor installiert und markiert die 972,09 km, die Melilla von Santiago de Compostela trennen.

#### Höhlen von Conventico
Ein System von Galerien, die in den Felsen gehauen wurden und während Belagerungen als Luftschutzbunker und Lager dienten. Ihr Innenlayout passt sich dem natürlichen Relief des Felsen an und stellt ein bemerkenswertes Beispiel für Militärarchitektur zur Überlebenssicherung dar.

#### Real y Pontificia Iglesia de la Purísima Concepción

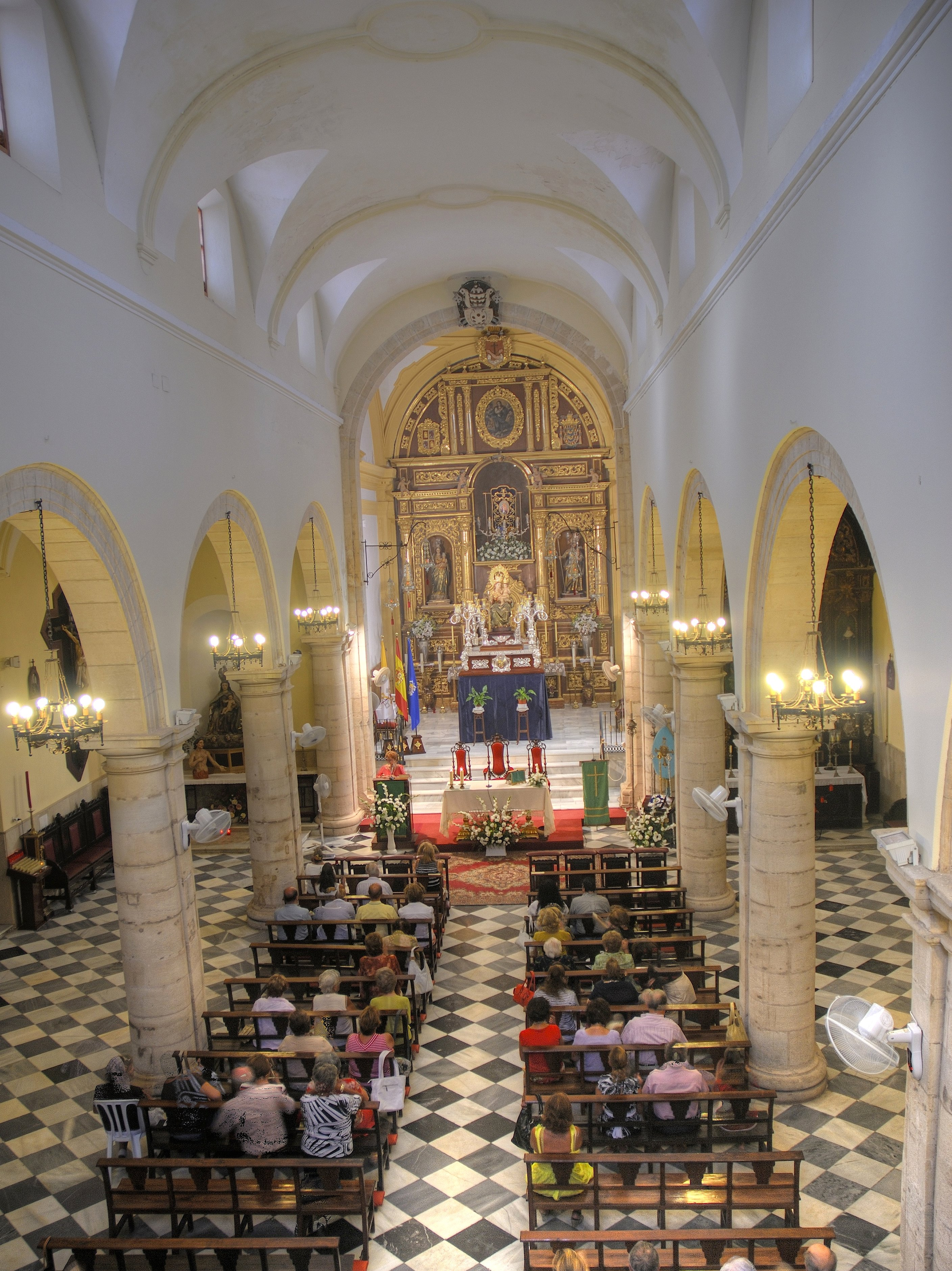
Königliche und päpstliche Kirche der Unbefleckten Empfängnis

Der Bau begann Mitte des 16. Jahrhunderts auf den Überresten einer alten Kapelle und hat Jahrhunderte der religiösen, sozialen und militärischen Geschichte der Stadt erlebt. Ursprünglich dem Erzengel Michael geweiht, wurde sie 1663 der Unbefleckten Empfängnis gewidmet.
Im schlichten und renässanischen Stil, besteht der Grundriss aus drei Schiffen, die durch toskanische Säulen getrennt sind, einer Fassade aus Quadersteinen und einem Glockengiebel mit Glocken. Im Inneren beherbergt sie ein wertvolles Kunstpatrimonium, darunter den Hauptaltar mit dem Bild der Jungfrau von der Victoria, dem Schutzpatron von Melilla.

#### Hospital del Rey

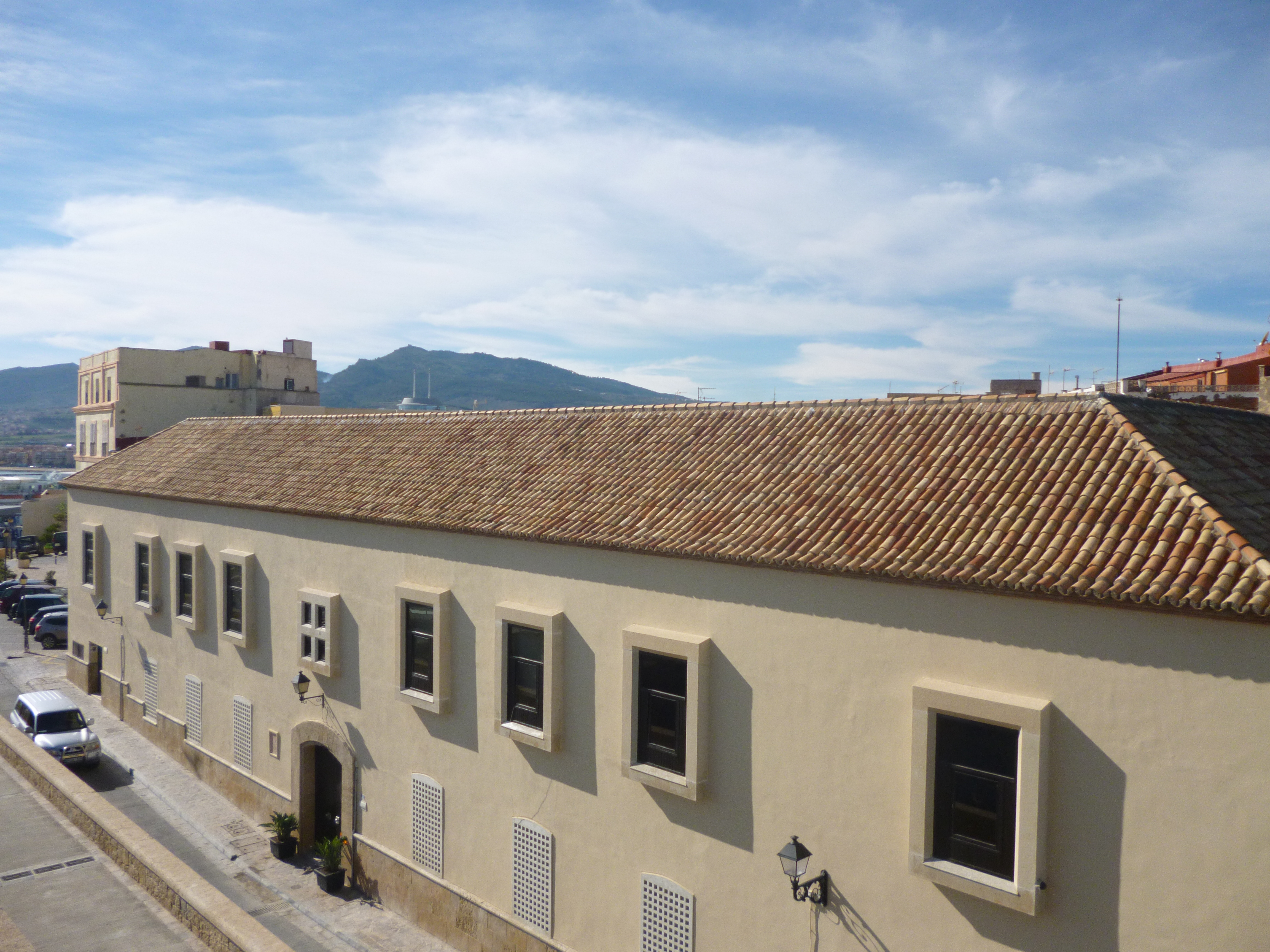
Hospital del Rey

Zwischen 1758 und 1775 erbaut, fungierte es mehr als zwei Jahrhunderte lang als militärisches und ziviles Krankenhaus und wurde zum wichtigsten Gesundheitszentrum der Stadt. Nach seiner Schließung im Jahr 1929 und jahrelangem Verfall wurde es in den 1990er Jahren renoviert. Seit 1997 beherbergt es das Allgemeine Archiv von Melilla, die Cándido Lobera Bibliothek, den Publikationsdienst der autonomen Stadt und Räume für temporäre Ausstellungen. Seine Erhaltung und die heutige Nutzung machen es zu einem wichtigen kulturellen und dokumentarischen Zentrum.

### Historische Veränderungen
Seit seiner Errichtung Ende des 15. Jahrhunderts wurde der erste Wall mehrfach verändert. Die königlichen Ingenieure Gabriel Tadino de Martinengo, Juan Vallejo, Miguel de Perea und Francisco de Medina führten moderne Befestigungsmaßnahmen ein, indem sie die Mauern mit Erdwällen verstärkten, Scharten für Artillerie öffneten und die Zugänge verbesserten.
Zwischen 1515 und 1556 nahm es seine heutige Form mit Mauern aus weißem Werkstein, halbrunden Türmen und verstärkten Toren an. Im 17. Jahrhundert wurden aufgrund der wiederholten Angriffe des Sultans Mulai Muhammad wichtige Reparaturen durchgeführt. Obwohl es mit dem Fortschritt der modernen Artillerie seine Bedeutung als Verteidigungsanlage verlor, blieb der Wall als symbolisches und institutionelles Zentrum von Melilla erhalten.

## Zweiter Befestigungsring
Der zweite Wall, auch bekannt als Plaza de Armas, stellt einen entscheidenden Moment in der defensiven Entwicklung der Stadt dar. Direkt hinter dem ersten Wall und als Zugang von Festland her gelegen, erweiterte dieser Raum nach seiner Konsolidierung im 16. Jahrhundert die Verteidigungsfähigkeit der Festung. Im Gegensatz zum ursprünglichen Kern folgt der zweite Wall einer rationelleren und funktionaleren Planung, die mit den militärischen Renaissance-Kriterien und den neuen Anforderungen der Artilleriekriegsführung angepasst wurde.

### Lage und strategische Funktion
Der zweite Wall erstreckt sich auf einer natürlichen Terrasse, die niedriger liegt als der erste Wall, und verbindet diesen über Gräben, Tunnel und Bastionen. Seine mittlere Höhenlage und die zwischen dem Felsen und dem Isthmus liegende Position machten ihn zu einem entscheidenden Widerstandspunkt, während er gleichzeitig als Transit-, Versorgungs- und Umverteilungsbereich diente.
Dieser Wall war entscheidend für den Schutz des landseitigen Flanks der Stadt, der am anfälligsten für Angriffe von Stämmen oder feindlichen Armeen aus dem Rif war. Deshalb wurde er mit einer Architektur ausgestattet, die eindeutig an die Schießpulverartillerie angepasst war, mit winkelförmigen Bastionen, Schießscharten, Kasematten und Rampenzugängen.

### Wichtige architektonische Elemente

#### Bastionen von San Pedro und San José
- Bastion von San José: Am nördlichen Flank gelegen, wurde sie 1694 begonnen und 1714 umgebaut. Sie hat einen quadratischen Grundriss mit Scharten und Kanonenständen, der dem italienischen Festungsstil folgt.
- Bastion von San Pedro: Am nordwestlichen Ende gelegen, wurde sie Ende des 17. Jahrhunderts errichtet. Ihr Design umfasst einen Wachturm an einer ihrer Ecken und elf Kanonenstände zwischen den Zinnen.[1][14][15]

#### Hornabeque-Graben

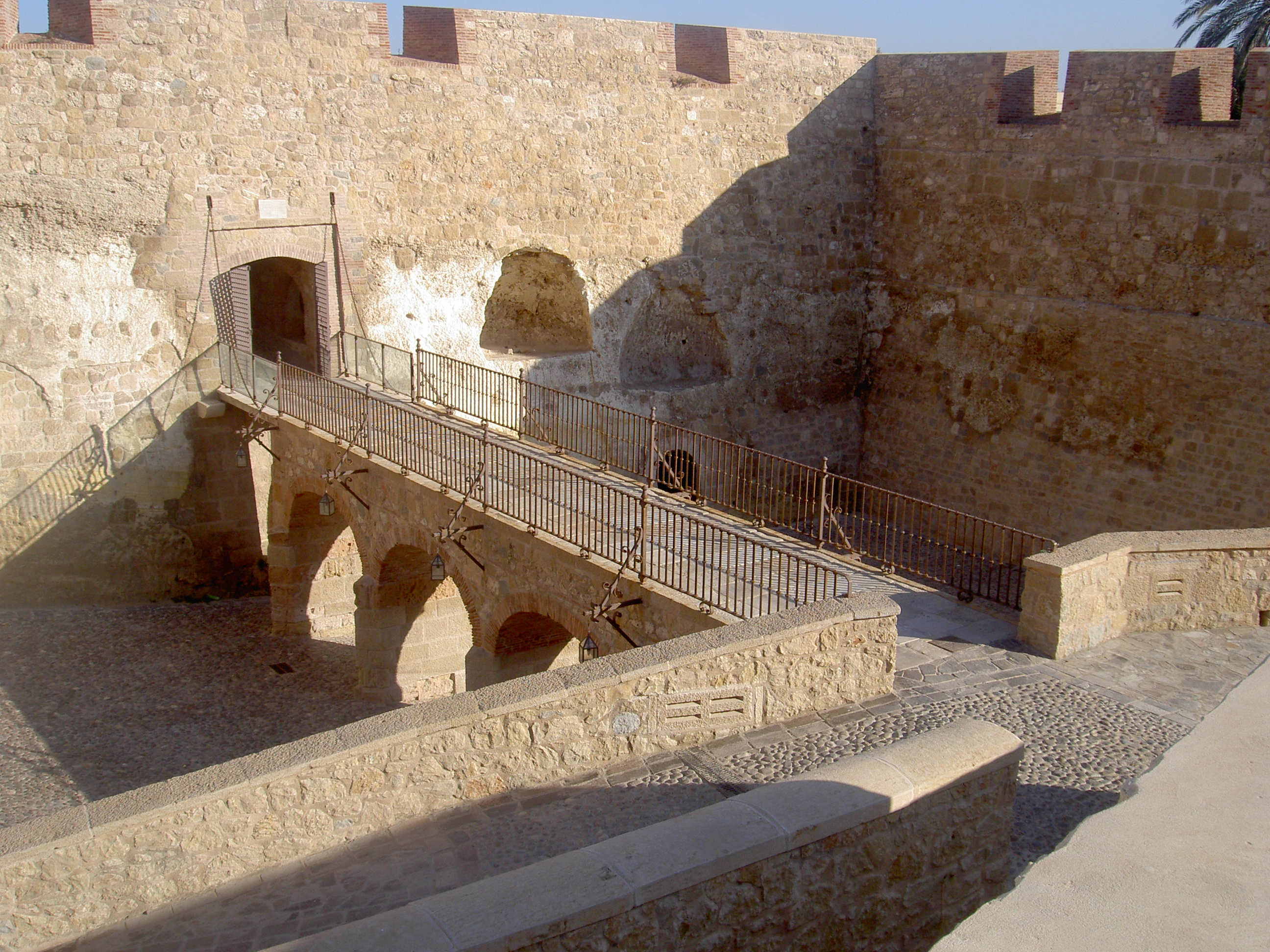
Foso del Hornabeque

Erbaut um 1690, trennt dieser in den Felsen gehauene Graben den zweiten Wall vom dritten Wall. Ursprünglich war es ein Verteidigungsgraben, der den Zugang für Feinde erschwerte. Später wurde er in einen unterirdischen Kommunikationsweg umgewandelt, bekannt als der Tunnel von San Fernando, der den Durchgang von Wagen und Soldaten zwischen den Wallanlagen ermöglichte.

#### Real-Galerie

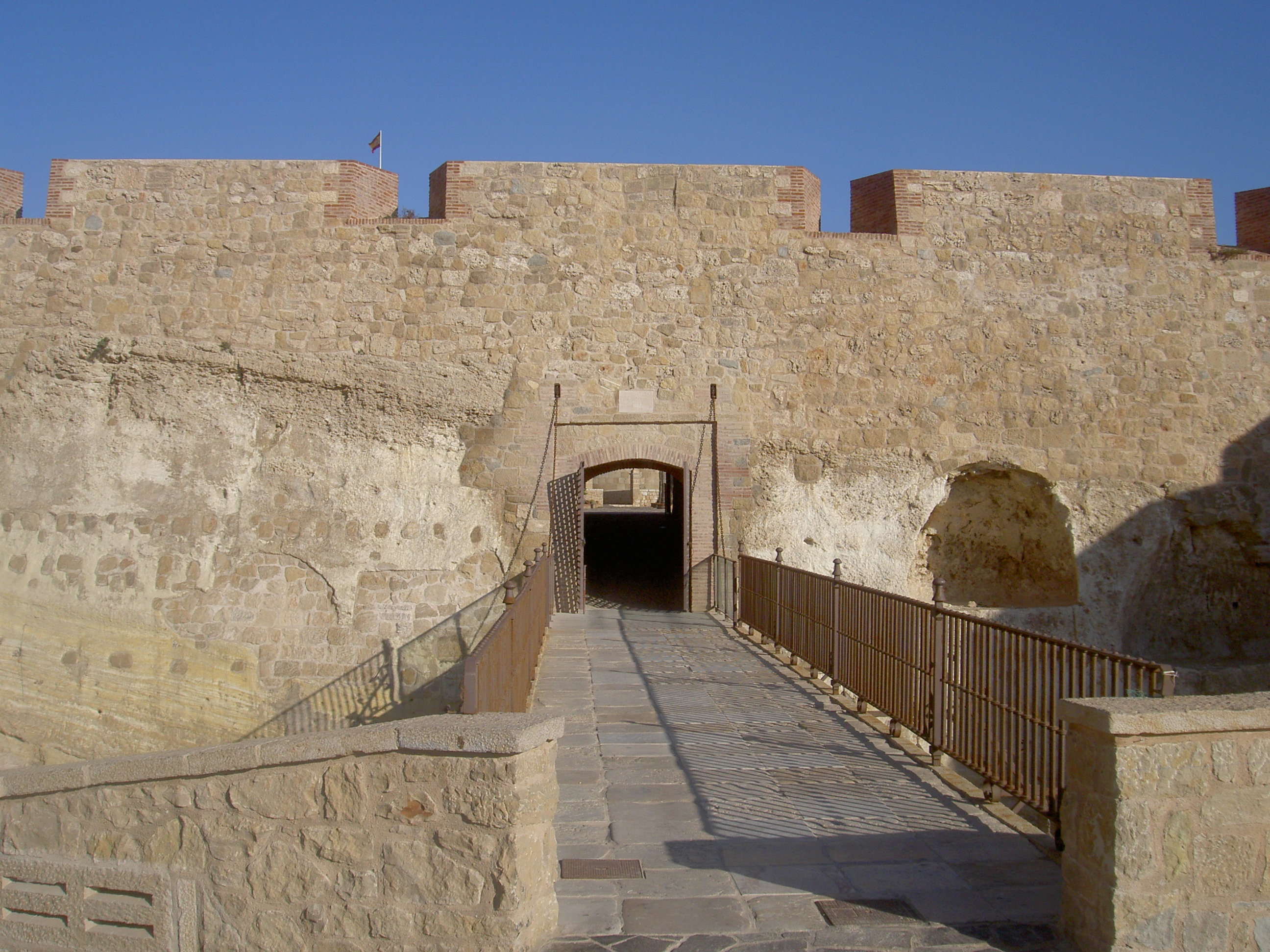
Puerta de la Victoria

Diese unterirdische Galerie, die im 17. Jahrhundert gegraben wurde, verbindet alle befestigten Gebäude von Melilla la Vieja. Ihre Funktion war es, eine sichere Kommunikation zwischen den verschiedenen Bereichen der Zitadelle zu ermöglichen, selbst im Falle einer Belagerung, um die Bewegung von Truppen und Nachschub ohne Feindkontakt zu gewährleisten.

#### Puerta de la Victoria
Dieses befestigte Tor wurde zwischen 1690 und 1719 erbaut. Es besteht aus einem abgeflachten Ziegelbogen und wird von einer hölzernen Zugbrücke begleitet, die den Hornabeque-Graben überquert. Das Design ermöglichte eine effektive Kontrolle des Zugangs zur Zitadelle.

#### Zähne der Sierra

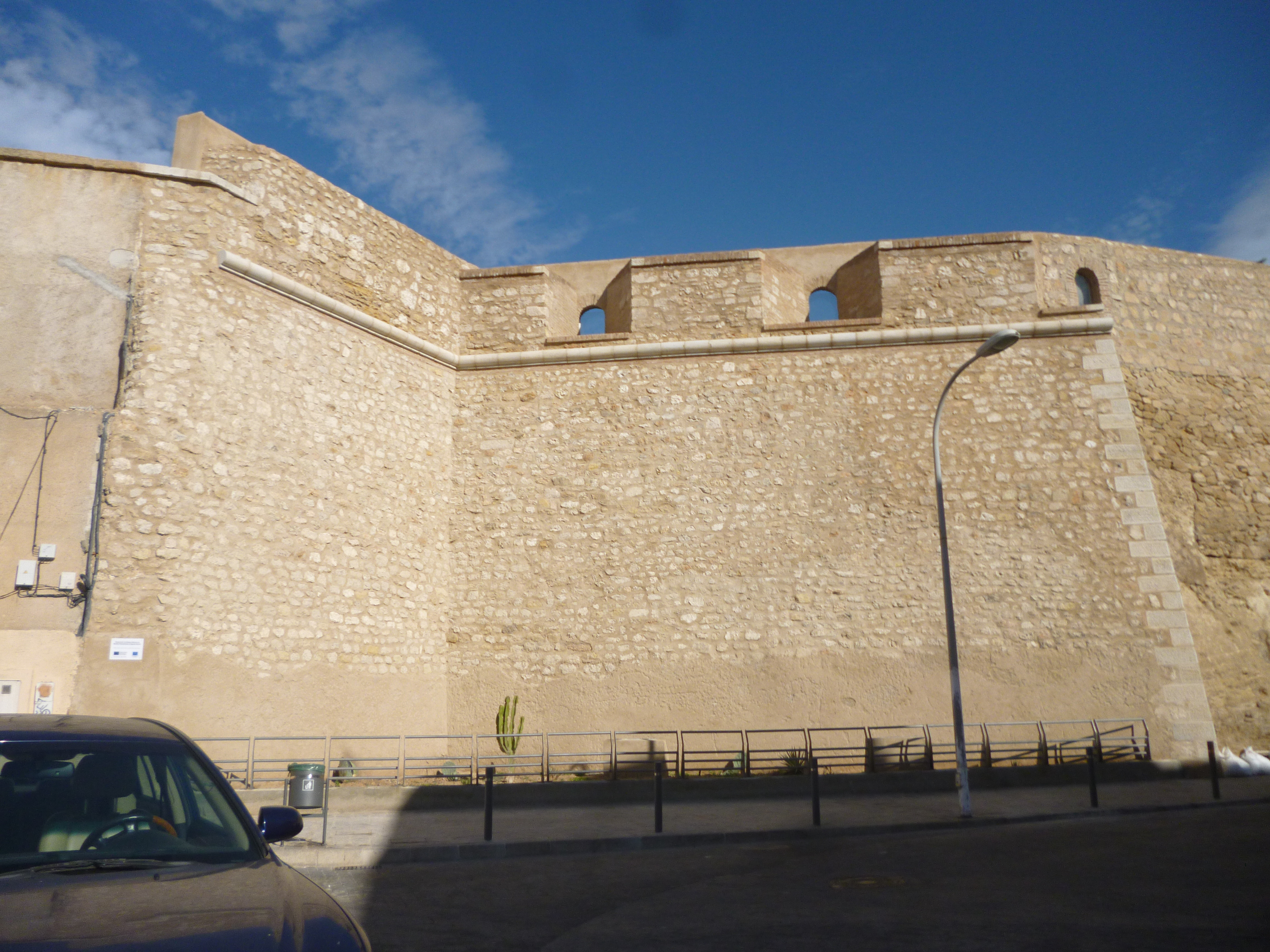
Zähne der Sierra

Dies ist eine Festungsanlage in Form von Zähnen der Sierra, die im 17. Jahrhundert erbaut und zwischen 1707 und 1711 umgebaut wurde. Diese Verteidigungselemente boten zusätzlichen Schutz gegen mögliche Angriffe von außen.

### Historische Umgestaltungen
Im 17. und 18. Jahrhundert erfuhr diese Festung mehrere Umbauten, um den neuen abaluartierten Festigungsmodellen gerecht zu werden. Das System von Tunneln und Schießgalerien wurde erweitert und die Mauern mit neuen Materialien wie Sillermauerwerk und hydraulischem Mörtel verstärkt. Es wurden auch Konsolidierungsarbeiten nach den Belagerungen von Melilla während der Angriffe der Sultane von Marokko durchgeführt.
Im Laufe der Zeit gewann die Festung eine stärker logistische als kämpferische Funktion. Hier wurden Lager für Lebensmittel, Munition und Wasser untergebracht, außerdem diente sie als strategische Verbindung zwischen dem ersten und dritten Bereich.

## Dritter befestigter Bereich
Der dritte Bereich stellt die Reife des Verteidigungssystems der Zitadelle dar und ist eine der bedeutendsten Phasen der militärischen Entwicklung in der Festung. Er wurde zwischen dem 16. und 18. Jahrhundert erbaut und sollte eine natürliche und verstärkte Erweiterung der ersten beiden Verteidigungsringe darstellen. Er umfasst eine größere und offenere Fläche, die nicht nur für die Resistenz gegen Belagerungen, sondern auch zur Aufnahme einer wachsenden Bevölkerung, zusätzlicher Infrastruktur und logistischem Raum konzipiert wurde. Hier ist die Konsolidierung des modernen abaluartierten Modells zu erkennen, das von den Prinzipien der italienischen Militärtechnik der Renaissance beeinflusst wurde.

### Lage und strategische Funktion
Der dritte Bereich erstreckt sich über eine gestufte Plattform, die die Zone des Foso de los Carneros dominiert und sowohl vertikal als auch horizontal mit den vorherigen Bereichen kommuniziert. Sein Standort zwischen den oberen Bereichen und der Küstenzone machte ihn zu einem entscheidenden Verteidigungspunkt gegen Landungen oder Angriffe von der See.
Dieser Bereich hatte auch eine klare militärische und städtische Verbindungsfunktion, die den sicheren Transport von Truppen, Nachschub und Artillerie ermöglichte. Das unregelmäßige Gelände wurde genutzt, um Verteidigungsstrukturen auf verschiedenen Ebenen zu platzieren, wodurch die Schusswinkel und die Kreuzfeuerabdeckung gegen mögliche Angriffsziele verbessert wurden.

### Hervorgehobene architektonische Elemente

#### Abaluartete Front über dem Foso de los Carneros

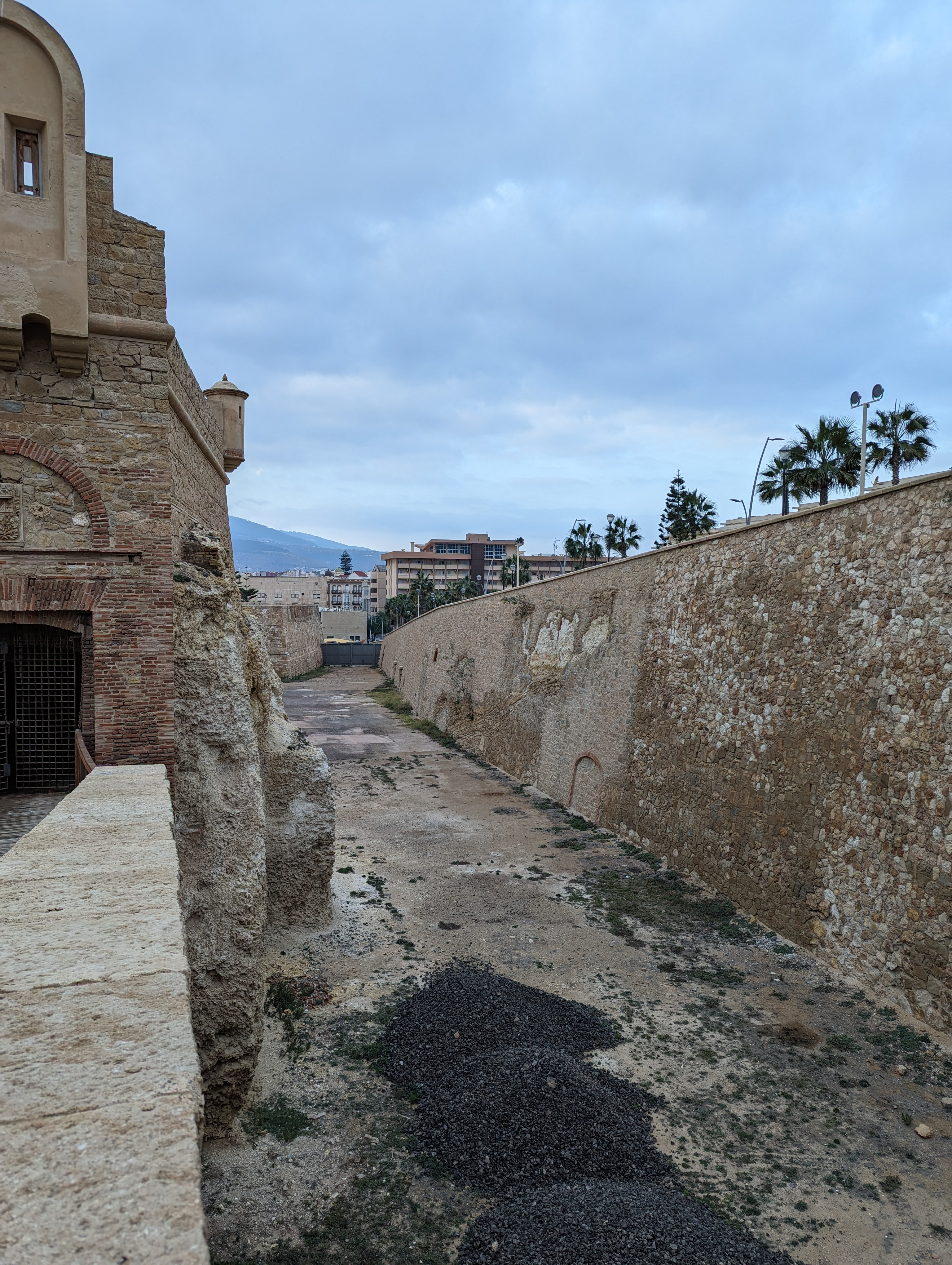
Foso de los Carneros

Eines der imposantesten visuellen Elemente des Bereichs. Es handelt sich um eine Mauer mit Parapeten und Türmen, die den Graben dominiert und eine abgestufte Verteidigungslinie bildet. Von dieser Höhe aus wurde sowohl das Innere als auch das Äußere der Festung überwacht, was eine effektive Verteidigung ermöglichte.

#### Baluarte de las Cinco Palabras

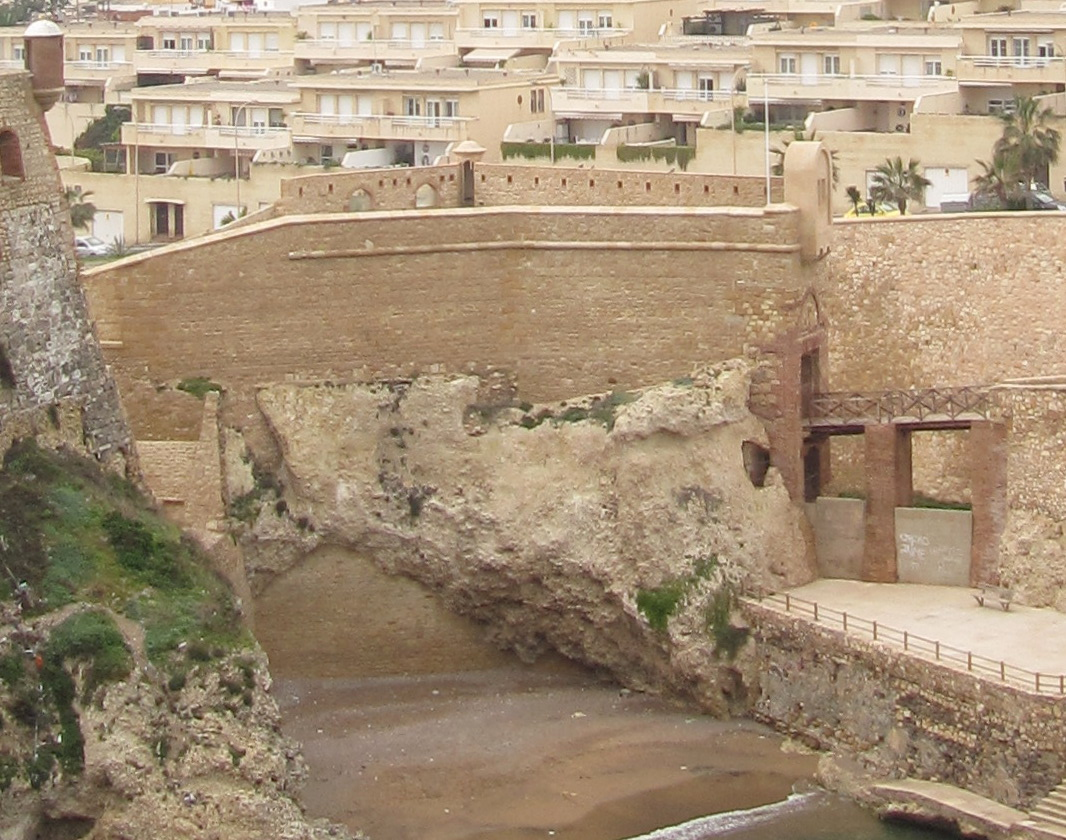
Baluarte de las Cinco Palabras

Ein Verteidigungselement und Aussichtspunkt, das eine ausgezeichnete Panoramaansicht über die Ensenada de los Galápagos und den Landzugang bietet. Es war ein vorher existierender Albarran-Turm, der in die modernen Verteidigungen integriert wurde.

#### Cuartel de San Fernando
Eines der markantesten Gebäude des zweiten Bereichs, dieses Gebäude beherbergte die Garnison der Festung. Es weist eine schlichte und funktionale Architektur auf, mit Innenhöfen und Militärlagern.

#### San Fernando Tunnel und unterirdische Kommunikationssysteme
Der Tunnel, der in den Felsen gegraben wurde, ermöglichte die Kommunikation zwischen den verschiedenen Ebenen der Festung, ohne dem feindlichen Feuer ausgesetzt zu sein. Diese Gänge waren entscheidend für die Fortbewegung während Belagerungen und für den Transport von Lebensmitteln oder Munition.

### Historische Veränderungen
Die dritte Festung wurde hauptsächlich im 17. und 18. Jahrhundert entwickelt, als Reaktion auf die wiederholten Angriffe des marokkanischen Sultanats. Während der Herrschaft von Karl II und später mit den Bourbons wurden Mittel zur Konsolidierung der Mauern, Verbesserung der unterirdischen Galerien und Erneuerung der Bastionen bereitgestellt.
Die Modernisierung der Artillerie erforderte es, die Mauern zu verbreitern, die Anzahl der Casamatas zu erhöhen und die Parapeten zu verstärken. Die Reformen wurden in mehreren Phasen durchgeführt, von denen einige bestehende Strukturen aus der mittelalterlichen oder andalusischen Periode anpassten, was zu einer hybriden und evolutiven Architektur führte.
Im 19. Jahrhundert verlor die dritte Festung an strategischer Bedeutung angesichts der urbanen Expansion der Stadt außerhalb der Mauern, erfüllte jedoch weiterhin Verwaltungs- und logistische Funktionen bis ins 20. Jahrhundert hinein.

## Vierte befestigte Festung
Die vierte Festung stellt die letzte große Erweiterung des Verteidigungssystems der historischen Zitadelle dar. Im Gegensatz zu den drei vorherigen Festungen, die auf dem felsigen Felsen und in Kontakt mit dem Meer errichtet wurden, erstreckt sich die vierte Festung auf das Festland und markiert den Beginn der städtischen Expansion außerhalb der Mauern. Sie wurde hauptsächlich im 18. und 19. Jahrhundert errichtet und entspricht einer moderneren Vorstellung von äußerer Verteidigung, im Einklang mit den Prinzipien der erleuchteten Festungstechnik und angepasst an die fortschreitende Artillerie und Truppen des Feindes vom afrikanischen Kontinent.

### Standort und strategische Funktion
Die vierte Festung befindet sich in der kontinentalen Zone, die den Felsen mit dem Isthmus verbindet, der Melilla mit dem afrikanischen Festland verbindet. Sie wurde als fortgeschrittene Barriere und physische Grenze zwischen der befestigten Stadt und dem äußeren Gebiet konzipiert. Ihr Design beruhte sowohl auf der Notwendigkeit der Verteidigung als auch der Kontrolle des Landzugangs zur Stadt in einer Zeit, in der die vorherigen Festungen angesichts des Fortschritts der Belagerungstechniken unzureichend wurden.
Dieser vierte Verteidigungsring markierte eine neue Phase in der urbanen Organisation von Melilla und diente als Verbindung zwischen der befestigten Stadt und den modernen Vierteln des 19. Jahrhunderts. Er schützte militärische Infrastrukturen wie Pulvermagazine, Lagerhäuser und Übungsgelände.

### Bedeutende architektonische Elemente

#### Fuerte de Victoria Grande

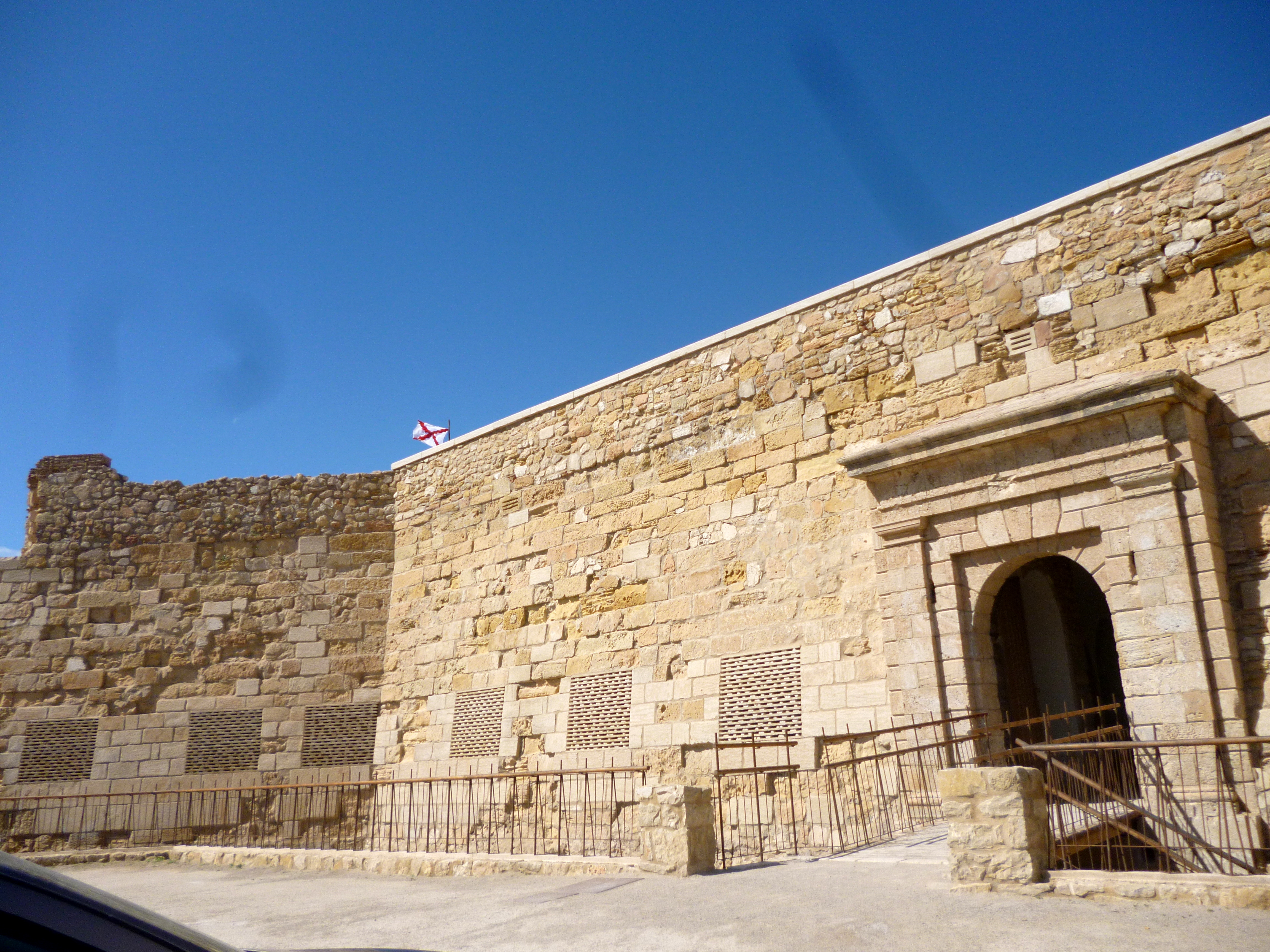
Fuerte de Victoria Grande

Es wurde im 18. Jahrhundert erbaut und war eine der Hauptbastionen der Landfront. Von ihm aus wurden die Schüsse der berühmten Kanone „El Caminante“ abgegeben, die dazu beitrugen, die heutigen geografischen Grenzen von Melilla festzulegen. Sein Design entspricht dem Modell einer Festung mit unregelmäßiger Grundrissgestaltung, die an das Relief angepasst ist.

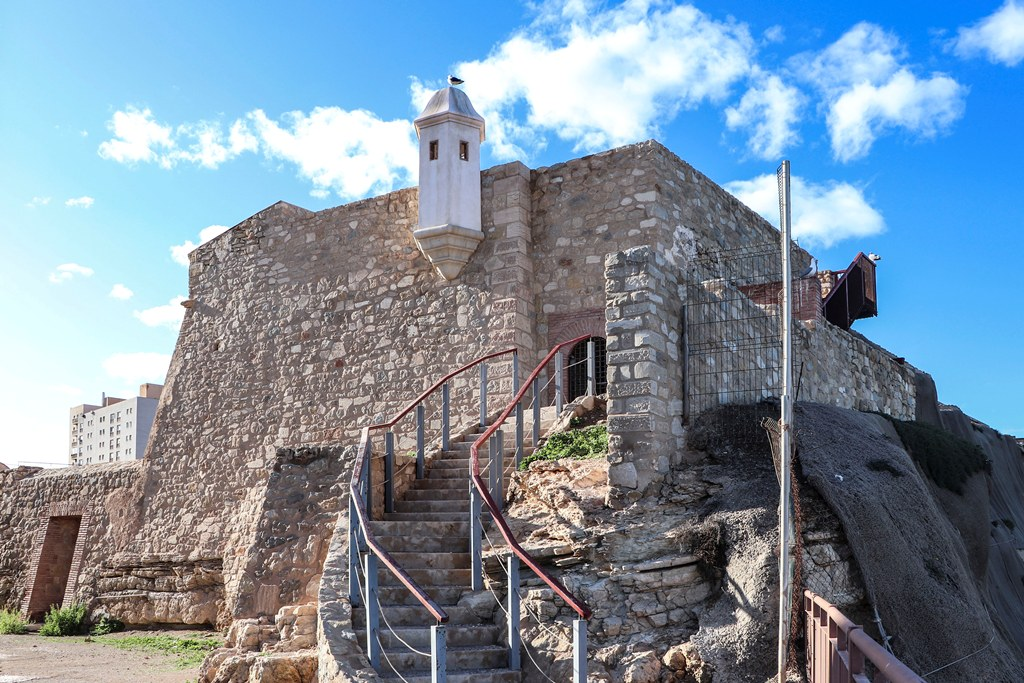
Fuerte del Rosario

#### Fuerte del Rosario
Strategisch auf einer Erhebung des Geländes gelegen, bildet das Fuerte del Rosario zusammen mit dem Fuerte de las Victorias ein Verteidigungssystem mit gekreuztem Schutz über den Zugangswegen aus dem Rif. Es wurde mit Mauerwerk gebaut und die Wände wurden verstärkt, um Artillerie zu widerstehen, wobei der Grundriss des 18. Jahrhunderts mit polygonaler Form typisch für solche Festungen ist.

#### Fuerte de Victoria Chica

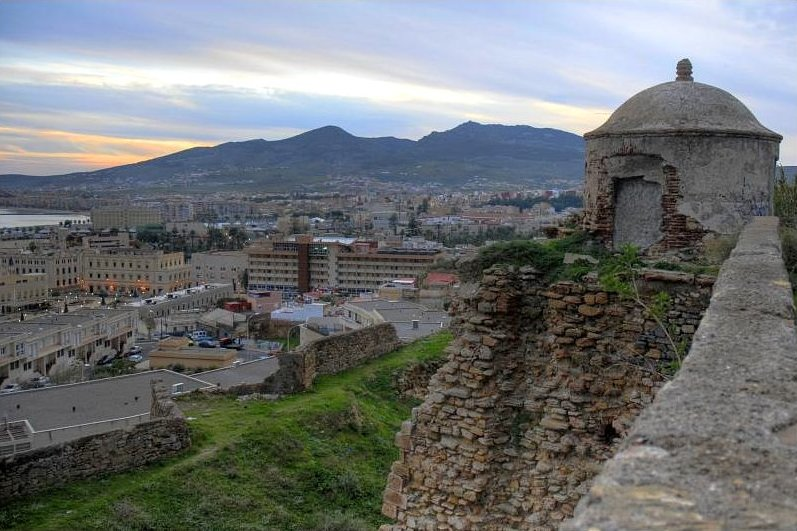
Fuerte de Victoria Chica

Es handelt sich um ein rechteckiges Fort, das aus lokalem Stein für die Wände und massivem Ziegel für die Bögen und Gewölbe gebaut wurde. Es besteht aus einer Batterie, die über eine Rampe zugänglich ist, sowie aus unterirdischen Gewölben.

#### Militärische Tore und Wege
Der vierte Innenhof umfasste mehrere befestigte Tore, Zugbrücken und Militärstraßen, die mit den inneren Höhlen verbunden waren. Diese Zugänge waren darauf ausgelegt, den Truppentransport und die Artillerie zu erleichtern und gleichzeitig den Vormarsch eines hypothetischen Feindes zu verlangsamen.

#### Garnisons- und Artilleriegebiete
Neben den Festungen gab es Schießplattformen, Erdwälle und Munitionslager. Diese Strukturen waren in die Landschaft integriert und nutzten die höchsten Stellen, um eine bessere Sicht und Schutz zu gewährleisten.

### Historische Umwandlungen
Der vierte Innenhof entstand im Kontext der kontinuierlichen Angriffe des 17. Jahrhunderts und der militärischen Kampagnen des 18. Jahrhunderts sowie als Antwort auf den zunehmenden Druck an der melillischen Grenze. Während der Herrschaft von Carlos III und besonders unter den Bourbonen wurde eine Politik der territorialen Konsolidierung in Nordafrika gefördert, die sich im Bau dieses neuen Innenhofs widerspiegelte.
Im 19. Jahrhundert, mit der allmählichen Befriedung der unmittelbaren Umgebung und der Ankunft neuer urbaner Konzepte, wurde der vierte Innenhof in die Stadtlandschaft integriert. Seine militärische Nutzung wurde verringert, und viele seiner Strukturen wurden angepasst oder wiederverwendet in den neuen Stadtvierteln, die sich darum entwickelten.

## Archäologische Ausgrabungen
Die archäologischen Ausgrabungen in Melilla la Vieja haben wertvolle Informationen über die verschiedenen historischen Perioden der Stadt geliefert, von der phönizischen bis zur modernen Zeit. Diese Interventionen haben architektonische Elemente, Verteidigungsstrukturen und Alltagsgegenstände enthüllt, die die Entwicklung dieses strategischen Enklaves in Nordafrika veranschaulichen.

### Haus des Gouverneurs
Die Ausgrabungen des Hauses des Gouverneurs, die zwischen 2000 und 2006 durchgeführt wurden, haben eine große Anzahl von Entdeckungen gemacht, die das Verständnis der Geschichte von Melilla la Vieja vertieft haben, von der phönizischen bis zur römischen Zeit. Zu diesen Funden gehören architektonische Überreste, Keramikmaterialien und Hinweise auf eine kontinuierliche Besiedlung der Gegend vom 7. Jahrhundert v. Chr. bis zum 1. Jahrhundert n. Chr.

#### Architektonische Überreste
- Wohnhäuser: Es wurden zwei Besiedlungsbereiche identifiziert. Im östlichen Sektor wurde ein Wohnhaus aus dem 1. Jahrhundert v. Chr. gefunden, während im westlichen Sektor ein weiteres Haus aus dem 2. Jahrhundert v. Chr. entdeckt wurde, das aus drei Zimmern besteht, mit tieferen Ebenen, die auf das 7. Jahrhundert v. Chr. datiert werden.
- Vorfönizische Mauern: Überreste von Häusern aus der vor-römischen Zeit, die heute aufgrund unzureichender Erhaltung gefährdet sind, was zum Einsturz einiger ihrer Mauern geführt hat.

#### Archäologische Materialien
- Keramikfragmente: Es wurden mehr als 200.000 Keramikfragmente geborgen, hauptsächlich Amphoren, die für den Transport von Produkten wie Garum (Fischsoße) verwendet wurden, ein Produkt, das im römischen Handel weit verbreitet war.
- Stratigraphie: Die Ausgrabungen erreichten eine Tiefe von bis zu 4,5 Metern und enthüllten mehrere Schichten der Besiedlung im Laufe der Zeit. Diese Schichten zeigen den kulturellen und wirtschaftlichen Übergang von phönizischen zu punischen und römischen Einflüssen.

#### Prä-römische Nekropole
- Anfang des 20. Jahrhunderts wurde eine Nekropole aus der prä-römischen Zeit am Cerro de San Lorenzo entdeckt, die mit der urbanen Siedlung Rusaddir verbunden ist. Die Überreste dieser Nekropole bieten einen Einblick in den Lebensstil und die Bestattungsgewohnheiten der lokalen Bevölkerung während dieser Zeit.

#### Chronologie und Kulturkontext
- Besiedlungszeitraum: Die Funde stammen hauptsächlich aus der Blütezeit der Stadt Rusaddir im 2. Jahrhundert v. Chr. bis zum 1. Jahrhundert n. Chr., als sie eine der wichtigsten Städte des Königreichs Mauretanien war. Während dieser Zeit gab es einen intensiven Prozess der kulturellen Assimilation der Römer durch die lokale Bevölkerung, die phönizisch-punische Wurzeln hatte, mit der schrittweisen Aufnahme von Berberelementen. Dieses Phänomen der kulturellen und wirtschaftlichen Hybridisierung ist entscheidend, um die Entwicklung der Region zu verstehen.

### Kirche der Unbefleckten Empfängnis
Im Jahr 2022 enthüllten Ausgrabungen und Restaurierungsarbeiten in ihrem Umfeld wichtige archäologische Funde, die Aufschluss über die Transformation der Kirche und der Umgebung im Laufe der Jahrhunderte geben.

#### Archäologische Funde
- Gruften: Während der Ausgrabungen von 2022 wurden mehrere Gruften entdeckt, die seit dem 17. Jahrhundert für Bestattungen unter der Kirche genutzt wurden. Diese Gruften liefern wertvolle Informationen über die Bestattungspraktiken und Bräuche der damaligen Zeit.
- Mittelalterlicher Silo: Es wurde auch ein Silo aus dem Mittelalter identifiziert, das zur Erfassung von landwirtschaftlichen Erträgen und zur Lebensmittelaufbewahrung in Melilla während des Mittelalters beiträgt.
- Architektonische Elemente: Die Ausgrabungen entdeckten Elemente aus verschiedenen Bauphasen der Kirche, einschließlich Überreste der ursprünglichen Iglesia de San Miguel, die möglicherweise aus der islamischen Periode stammt. Diese Funde zeigen die Evolution der Kirche im Laufe der Zeit mit strukturellen Änderungen und Ergänzungen aus verschiedenen historischen Epochen.

#### Chronologie und Kulturkontext
- Besiedlungszeitraum: Die archäologischen Materialien, die gefunden wurden, decken einen Zeitraum von Mitte des 16. Jahrhunderts bis Mitte des 17. Jahrhunderts ab, mit Hinweisen auf einen kontinuierlichen Bau-, Änderungs- und Wiederverwendungsprozess des Kirchenraums. Außerdem betont der Fund der früheren Iglesia de San Miguel die Bedeutung der Kirche während der islamischen Periode in Melilla, bevor sie im 16. Jahrhundert in eine christliche Kirche umgewandelt wurde.

### Fort Victoria Grande
Das Fort Victoria Grande wurde bei verschiedenen archäologischen Ausgrabungen untersucht, insbesondere während seiner Restaurierungs- und Sanierungsprozesse. Diese Ausgrabungen haben wichtige Perspektiven zur Geschichte des Forts und seiner Rolle als Teil des Verteidigungssystems von Melilla geliefert.

#### Archäologische Funde
- Resten aus dem 9. und 18. Jahrhundert: Ausgrabungen im Fort und in der Umgebung haben Überreste aus den Jahrhunderten IX (islamische Periode) und XVIII (spanische Kolonialzeit) enthüllt. Diese beinhalten Silobauten, Öfen, Pfählen und einen Waffenplatz, wesentliche Elemente der Verteidigungsstruktur des Forts.
- Verteidigungsstrukturen: Es wurden Elemente aus dem Verteidigungssystem des Forts freigelegt, einschließlich eines Waffenplatzes und anderer militärischer Strukturen, die die Bedeutung des Forts für die Verteidigung der Stadt während verschiedener Perioden verdeutlichen.
- Islamsche und Spanische Schichten: Die Ausgrabungen haben Schichten der Besiedlung sowohl aus der islamischen als auch aus der spanischen Kolonialzeit offenbart, was die lange und vielfältige Nutzung des Forts in der Geschichte von Melilla verdeutlicht.

#### Chronologie und Kulturkontext
- Besiedlungszeitraum: Die archäologischen Funde des Forts decken zwei Hauptperioden ab: die islamische Periode, als es Teil der Befestigungsanlagen der Region unter der Kontrolle verschiedener nordafrikanischer Dynastien war, und das 18. Jahrhundert, als die Spanier das Fort als Teil des Verteidigungssystems von Melilla errichteten und erweiterten. Die Kombination von Materialien und Strukturen aus islamischer und spanischer Zeit zeigt die kontinuierliche strategische Bedeutung des Forts für die Stadt.

## Kulturelle Ereignisse
Melilla la Vieja beherbergt verschiedene kulturelle Veranstaltungen, die ihre Geschichte, Vielfalt und ihr Erbe feiern.

### Tag von Melilla

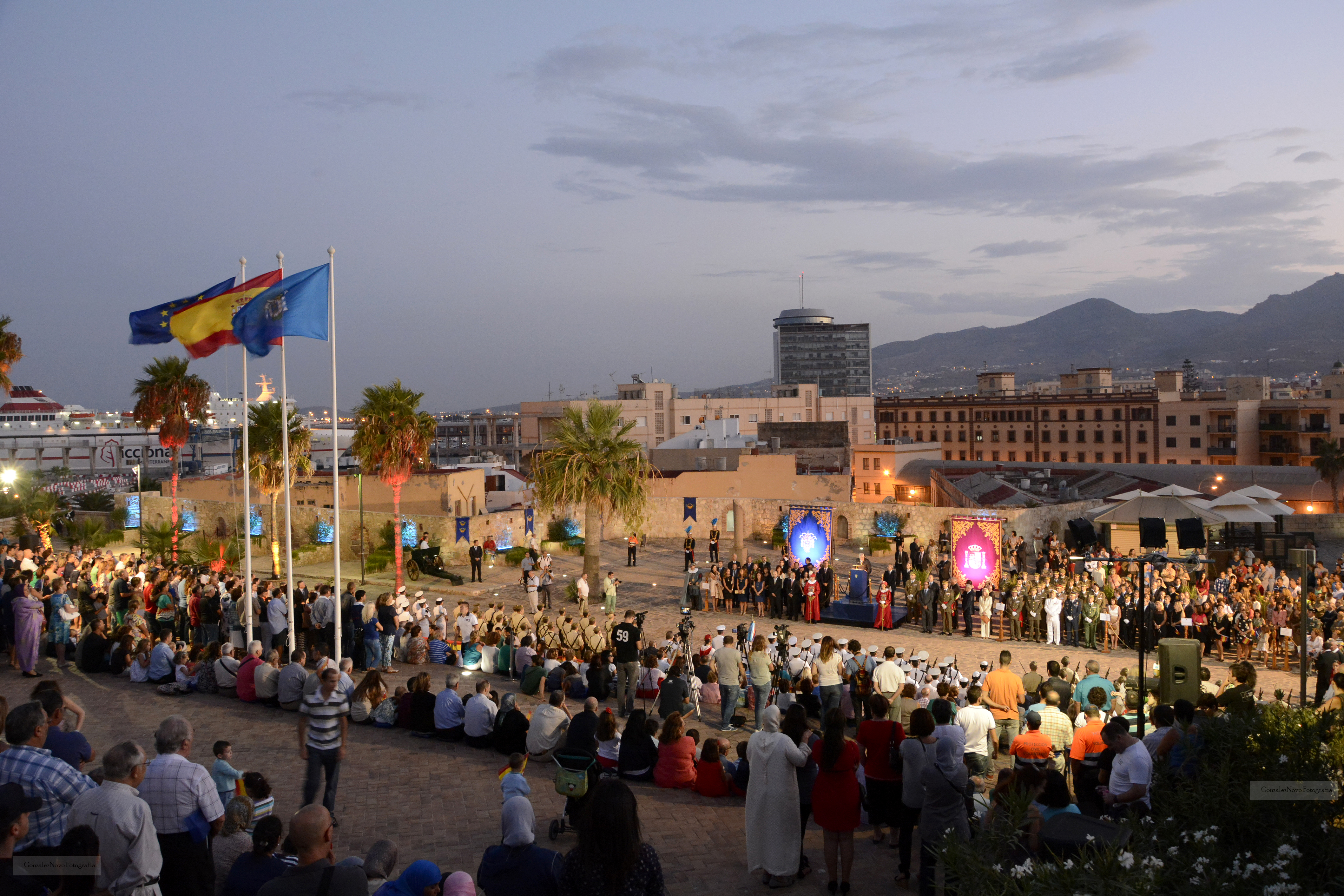

Jeden 17. September wird der Tag von Melilla gefeiert, der die Eingliederung in die Krone von Kastilien im Jahr 1497 gedenkt. Ein Teil der offiziellen Zeremonien findet auf dem Plaza de Armas innerhalb der Mauern statt, darunter die Verleihung von Auszeichnungen und Ehrungen. Obwohl viele kulturelle Aktivitäten in benachbarten Bereichen wie der Plaza de las Culturas stattfinden, spielt Melilla la Vieja eine herausragende Rolle als symbolischer und historischer Raum während dieses Festes.

### Renässance-Markt von Carlos V

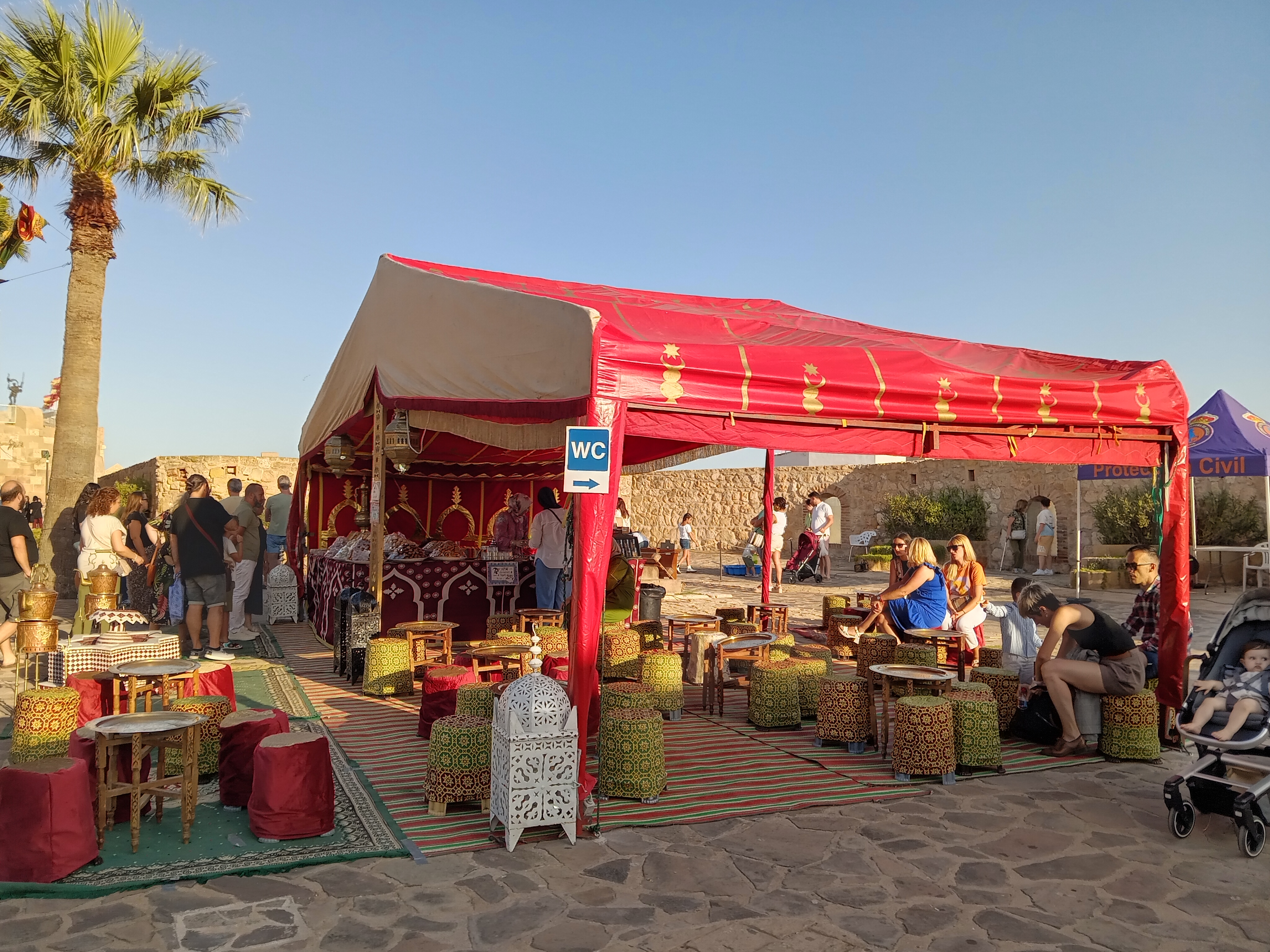
Renässance-Markt von Carlos V

Diese jährliche Veranstaltung, die normalerweise im Juni stattfindet, versetzt die Besucher ins 16. Jahrhundert und stellt die Ära von Karl V. nach. Sie wird an Orten wie der Plaza de Armas, der Plaza de los Aljibes und dem Hornabeque-Graben veranstaltet und bietet mehr als 60 Stände für Handwerk, Gastronomie und Unterhaltung, die eine immersive Erfahrung in der lokalen Geschichte bieten.

### Musik unter dem Mond
Im Sommer findet in Melilla la Vieja der Konzertzyklus „Musik unter dem Mond“ statt. Hier gibt es Aufführungen aus verschiedenen Musikrichtungen an emblematischen Orten des Innenhofs, wobei Erbe und Kultur in einer einzigartigen nächtlichen Atmosphäre kombiniert werden.

### Jazz-Tage
Einige der Aufführungen der Jazz-Tage von Melilla, einer jährlichen Veranstaltung, die diesem Genre gewidmet ist, finden innerhalb von Melilla la Vieja statt und bieten ein unvergleichliches historisches Ambiente für Live-Musik.

## Populärkultur

### Filmdrehort
Melilla la Vieja hat als Drehort für verschiedene Film- und Fernsehproduktionen gedient. Im Folgenden werden einige der bedeutendsten hervorgehoben:
- En Ghentar se muere fácil (1967), unter der Regie von León Klimovsky, zeigt Szenen, die in Melilla gedreht wurden, einschließlich Orten wie Melilla la Vieja und dem Hafen. Obwohl der Film nicht weit bekannt ist, bietet er einen historischen Einblick in die Stadt der 1960er Jahre.
- Morirás en Chafarinas (1995), unter der Regie von Pedro Olea, ist ein Thriller, der in einem militärischen Umfeld in Melilla spielt. Obwohl der Großteil der Dreharbeiten an anderen Orten stattfand, wurden Teile von Melilla la Vieja verwendet, um die exotische Atmosphäre des Films zu rekreieren.
- El hombre que conocía el infinito (2015), unter der Regie von Matthew Brown, ist ein biografisches Drama über den indischen Mathematiker Srinivasa Ramanujan, mit Dev Patel und Jeremy Irons in den Hauptrollen. Ein Teil des Films wurde in Melilla gedreht, besonders im Baluarte de la Concepción Alta, das als Kulisse für die Kolonialindien- und Cambridge-Szenen diente. Die Stadt trug zur visuellen Authentizität bei und wurde als wertvolles internationales Filmziel hervorgehoben.
- Chavela (2017), unter der Regie von Catherine Gund und Daresha Kyi. Sie enthält Interviews mit nahestehenden Personen der Künstlerin und wurde teilweise in Melilla gedreht, wobei die Real y Pontificia Iglesia de la Purísima Concepción als einer der Drehorte hervorsticht.
- Alegría (2021), unter der Regie von Violeta Salama, erzählt die Geschichte einer jüdischen Frau, die nach Melilla zurückkehrt und sich mit ihrer Vergangenheit auseinandersetzt. Die Szenen wurden an verschiedenen Orten der Stadt gedreht, einschließlich Melilla la Vieja.

### Touristische Attraktion
Melilla la Vieja gilt als die wichtigste Touristenattraktion der Stadt. Am 11. August 1953 wurde es als Conjunto Histórico-Artístico zum Kulturdenkmal erklärt und 1986 gemäß dem Gesetz 16/1985 über das historische Erbe Spaniens als Kulturdenkmal anerkannt.
Die Museen und Ausstellungsräume innerhalb der befestigten Stadt sind täglich geöffnet, außer montags sowie an den Feiertagen 25. Dezember und 1. Januar, und der Eintritt ist sowohl für Einheimische als auch für Touristen kostenlos. In den letzten Jahren ist die Zahl der Besucher deutlich gestiegen. 2015 wurden 74.000 Besuche verzeichnet, eine Zahl, die 2016 auf 126.000 anstieg, was einem Anstieg von 90 % im Vergleich zum Vorjahr entspricht. Dieser Anstieg ist auf Initiativen wie die Eröffnung des Centro de Interpretación de Melilla la Vieja (CIMLaV), die Installation eines Aufzugs zur Erleichterung des Zugangs und die Organisation von Kulturveranstaltungen zurückzuführen. Besonders hervorzuheben ist der Markt von Carlos V, der jährlich mehr als 45.000 Teilnehmer anzieht.
Schutz und Erhaltung
Die Zitadelle von Melilla, die wegen ihres außergewöhnlichen kulturellen Werts geschützt ist, ist Teil des Historisch-Künstlerischen Ensembles von Melilla. Ihre Lage bietet einen panoramischen Blick auf die Stadt und ihre Bucht, die an klaren Tagen aus bis zu 55 Kilometern Entfernung sichtbar sind. Glücklicherweise wurde der geschützte Raum nicht durch den urbanen Ausbau beeinträchtigt, was die Erhaltung seiner ursprünglichen Strukturen und die Erforschung der frühen Siedlungen in der Stadt ermöglicht hat.